# Représentations diplomatiques de la Corée du Sud
 (avril 2017).

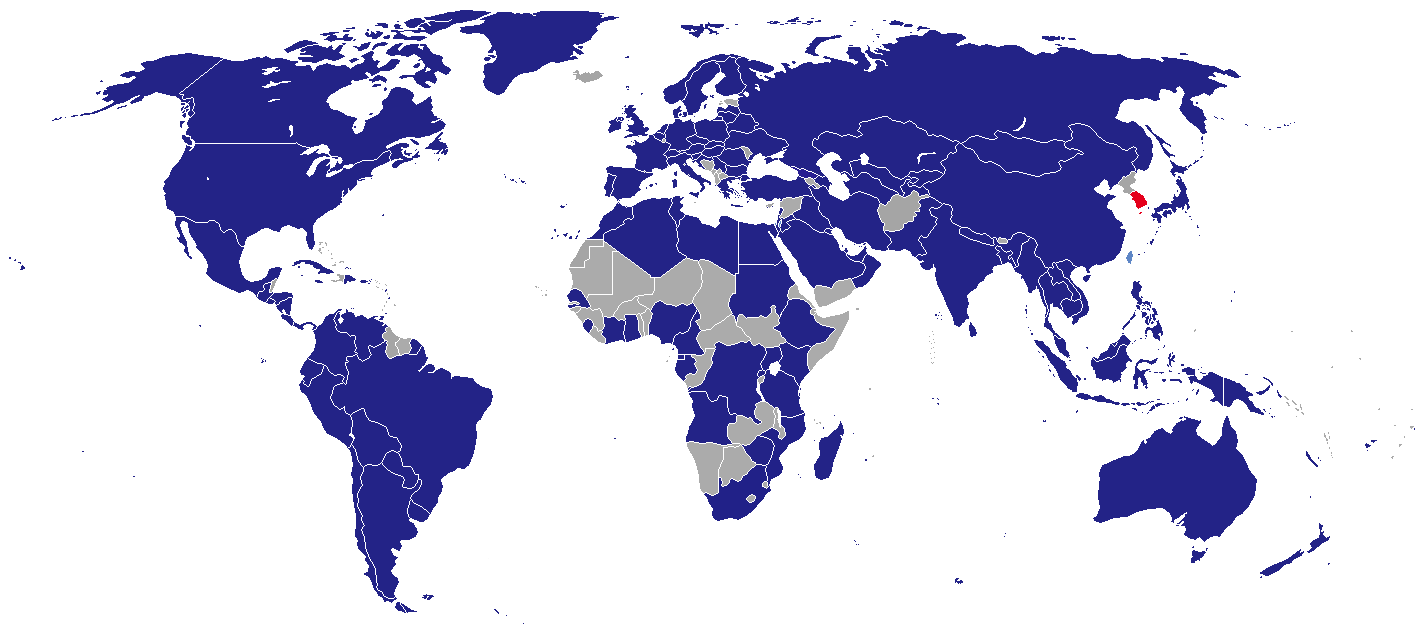
Représentations sud-coréennes dans le monde.

Voici les représentations diplomatiques de la Corée du Sud à l'étranger :

## Afrique
- Afrique du Sud
  - Pretoria (ambassade)
- Angola
  - Luanda (ambassade)
- Algérie
  - Alger (ambassade)
- Côte d'Ivoire
  - Abidjan (ambassade)
- Égypte
  - Le Caire (ambassade)
- Éthiopie
  - Addis-Abeba (ambassade)
- Gabon
  - Libreville (ambassade)
- Ghana
  - Accra (ambassade)
- Kenya
  - Nairobi (ambassade)
- Libye
  - Trípoli (ambassade)
- Madagascar
  - Antananarivo (ambassade)
- Maroc
  - Rabat (ambassade)
- Mozambique
  - Maputo (ambassade)
- Nigeria
  - Abuja (ambassade)
  - Lagos (agence consule)
- Rwanda
  - Kigali (ambassade)
- Sénégal
  - Dakar (ambassade)
- Soudan
  - Khartoum (ambassade)
- Tanzanie
  - Dar es Salaam (ambassade)
- Tunisie
  - Tunis (ambassade)
- Zambie
  - Lusaka (ambassade)
- Zimbabwe
  - Harare (ambassade)

## Amérique
- Argentine
  - Buenos Aires (ambassade)
- Bolivie
  - La Paz (ambassade)
- Brésil
  - Brasilia (ambassade)
  - São Paulo (consulat général)
- Canada
  - Ottawa (ambassade)
  - Montréal (consulat général)
  - Toronto (consulat général)
  - Vancouver (consulat général)
- Chili
  - Santiago de Chili (ambassade)
- Colombie
  - Bogota (ambassade)
- Costa Rica
  - San José (ambassade)
- Cuba
  - La Havane (ambassade)
- Équateur
  - Quito (ambassade)
- États-Unis
  - Washington, DC (ambassade)
  - Atlanta (consulat général)
  - Boston (consulat général)
  - Chicago (consulat général)
  - Honolulu (consulat général)
  - Houston (consulat général)
  - Los Angeles (consulat général)
  - New York (consulat général)
  - San Francisco (consulat général)
  - Seattle (consulat général)
  - Hagåtña, Guam (consulat général)
  - Anchorage (consulat général)
- Guatemala
  - Ville de Guatemala (ambassade)
- Honduras
  - Tegucigalpa (ambassade)
- Jamaïque
  - Kingston (ambassade)
- Mexique
  - Mexico (ambassade)
- Nicaragua
  - Managua (ambassade)
- Panama
  - Ville de Panama (ambassade)
- Paraguay
  - Asuncion (ambassade)
- Pérou
  - Lima (ambassade)
- République dominicaine
  - Saint-Domingue (ambassade)
- Salvador
  - San Salvador (ambassade)
- Uruguay
  - Montevideo (ambassade)
- Venezuela
  - Caracas (ambassade)

## Asie
- Arabie saoudite
  - Riyad (ambassade)
  - Djeddah (consulat général)
- Azerbaïdjan
  - Bakou (ambassade)
- Bangladesh
  - Dacca (ambassade)
- Bahreïn
  - Manama (ambassade)
- Birmanie
  - Yangon (ambassade)
- Brunei
  - Bandar Seri Begawan (ambassade)
- Cambodge
  - Phnom Penh (ambassade)
- Chine
  - Pékin (ambassade)
  - Chengdu (consulat général)
  - Canton (consulat général)
  - Hong Kong (consulat général)
  - Qingdao (consulat général)
  - Shanghai (consulat général)
  - Shenyang (consulat général)
  - Xi'an (consulat général)
- Émirats arabes unis
  - Abu Dhabi (ambassade)
  - Dubaï (consulat général)
- Philippines
  - Manila (ambassade)
- Inde
  - New Delhi (ambassade)
  - Bombay (agence consulaire)
- Indonésie
  - Jakarta (ambassade)
- Irak
  - Bagdad (ambassade)
- Iran
  - Téhéran (ambassade)
- Israël
  - Tel Aviv (ambassade)
- Japon
  - Tokyo (ambassade)
  - Fukuoka (consulat général)
  - Hiroshima (consulat général)
  - Nagoya (consulat général)
  - Niigata (consulat général)
  - Osaka (consulat général)
  - Sapporo (consulat général)
  - Yokohama (consulat général)
  - Kobe (agence consulaire)
- Jordanie
  - Amman (ambassade)
- Kazakhstan
  - Astana (ambassade)
  - Almaty (consulat général)
- Koweït
  - Koweït (ambassade)
- Laos
  - Vientiane (ambassade)
- Liban
  - Beyrouth (ambassade)
- Malaisie
  - Kuala Lumpur (ambassade)
- Mongolie
  - Oulan-Bator (ambassade)
- Népal
  - Katmandou (ambassade)
- Oman
  - Mascate (ambassade)
- Pakistan
  - Islamabad (ambassade)
  - Karachi (agence consulaire)
- Palestine
  - Ramallah (office de représentation)
- Qatar
  - Doha (ambassade)
- Singapour
  - Singapour (ambassade)
- Sri Lanka
  - Colombo (ambassade)
- Thaïlande
  - Bangkok (ambassade)
- Taïwan
  - Taipei (Mission)
- Tadjikistan
  - Douchanbé (ambassade)
- Timor oriental
  - Dili (ambassade)
- Turquie
  - Ankara (ambassade)
  - Istanbul (consulat général)
- Ouzbékistan
  - Tachkent (ambassade)
- Viêt Nam
  - Hanoï (ambassade)
  - Hô-Chi-Minh-Ville (consulat général)

## Europe
- Allemagne
  - Berlin (ambassade)
  - Francfort-sur-le-Main (consulat général)
  - Hambourg (consulat général)
  - Bonn (agence consulaire)
- Autriche
  - Vienne (ambassade)
- Belgique
  - Bruxelles (ambassade)
- Bulgarie
  - Sofia (ambassade)
- Croatie
  - Zagreb (ambassade)
- Danemark
  - Copenhague (ambassade)
- Espagne
  - Madrid (ambassade)
  - Las Palmas de Gran Canaria (consulat)
- Finlande
  - Helsinki (ambassade)
- France
  - Paris (ambassade)
- Grèce
  - Athènes (ambassade)
- Hongrie
  - Budapest (ambassade)
- Irlande
  - Dublin (ambassade)
- Italie
  - Rome (ambassade)
  - Milan (consulat général)
- Lettonie
  - Riga (ambassade)
- Lituanie
  - Vilnius (ambassade)
- Luxembourg
  - Luxembourg (ambassade)
- Norvège
  - Oslo (ambassade)
- Pays-Bas
  - La Haye (ambassade)
- Pologne
  - Varsovie (ambassade)
- Portugal
  - Lisbonne (ambassade)
- Tchéquie
  - Prague (ambassade)
- Roumanie
  - Bucarest (ambassade)
- Royaume-Uni
  - Londres (ambassade)
- Russie
  - Moscou (ambassade)
  - Saint Pétersbourg (consulat général)
  - Irkoutsk (consulat général)
  - Vladivostok (consulat général)
- Vatican
  - Rome (ambassade)
- Serbie
  - Belgrade (ambassade)
- Slovaquie
  - Bratislava (ambassade)
- Slovénie
  - Ljubljana (ambassade)
- Suède
  - Stockholm (ambassade)
- Suisse
  - Berne (ambassade)
  - Genève (office de représentation)
- Ukraine
  - Kiev (ambassade)

## Océanie
- Australie
  - Canberra (ambassade)
  - Melbourne (consulat général)
  - Sydney (consulat général)
- Fidji
  - Suva (ambassade)
- Nouvelle-Zélande
  - Wellington (ambassade)
  - Auckland (consulat général)
- Papouasie-Nouvelle-Guinée
  - Port Moresby (ambassade)

## Organisations multilatérales
- Bruxelles (mission permanente de Corée du Sud avec l'Union européenne)
- Genève (mission permanente de Corée du Sud avec les Nations unies et les autres organisations internationales)
- Nairobi (mission permanente de Corée du Sud avec les Nations unies et les autres organisations internationales)
- New York (mission permanente de Corée du Sud avec les Nations unies)
- Paris (mission permanente de Corée du Sud avec l'OCDE et l'Unesco)
- Rome (mission permanente de Corée du Sud avec l´Organisation des Nations unies pour l'alimentation et l'agriculture)
- Vienne (mission permanente de Corée du Sud avec les Nations unies)

## Galerie

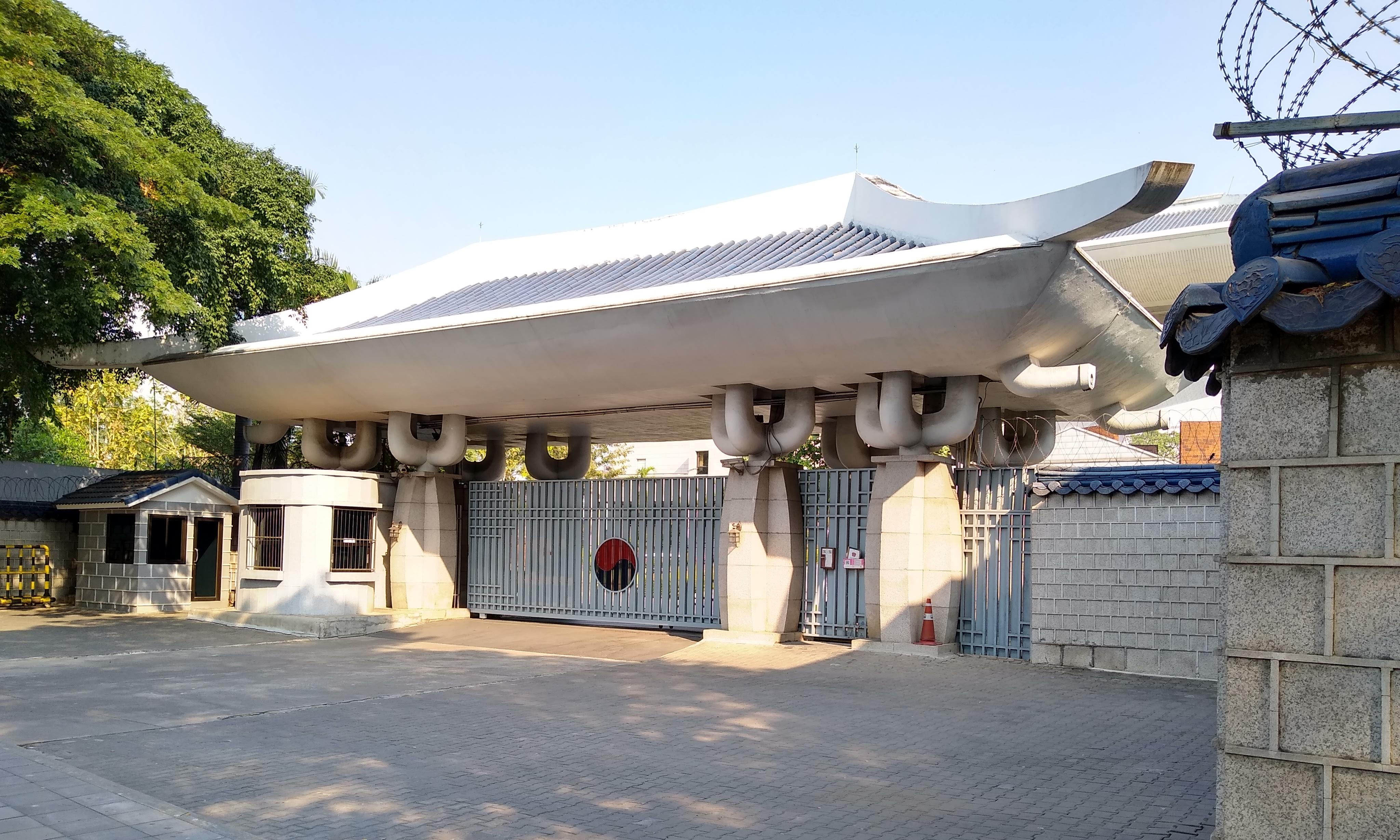
Ambassade à Bangkok.
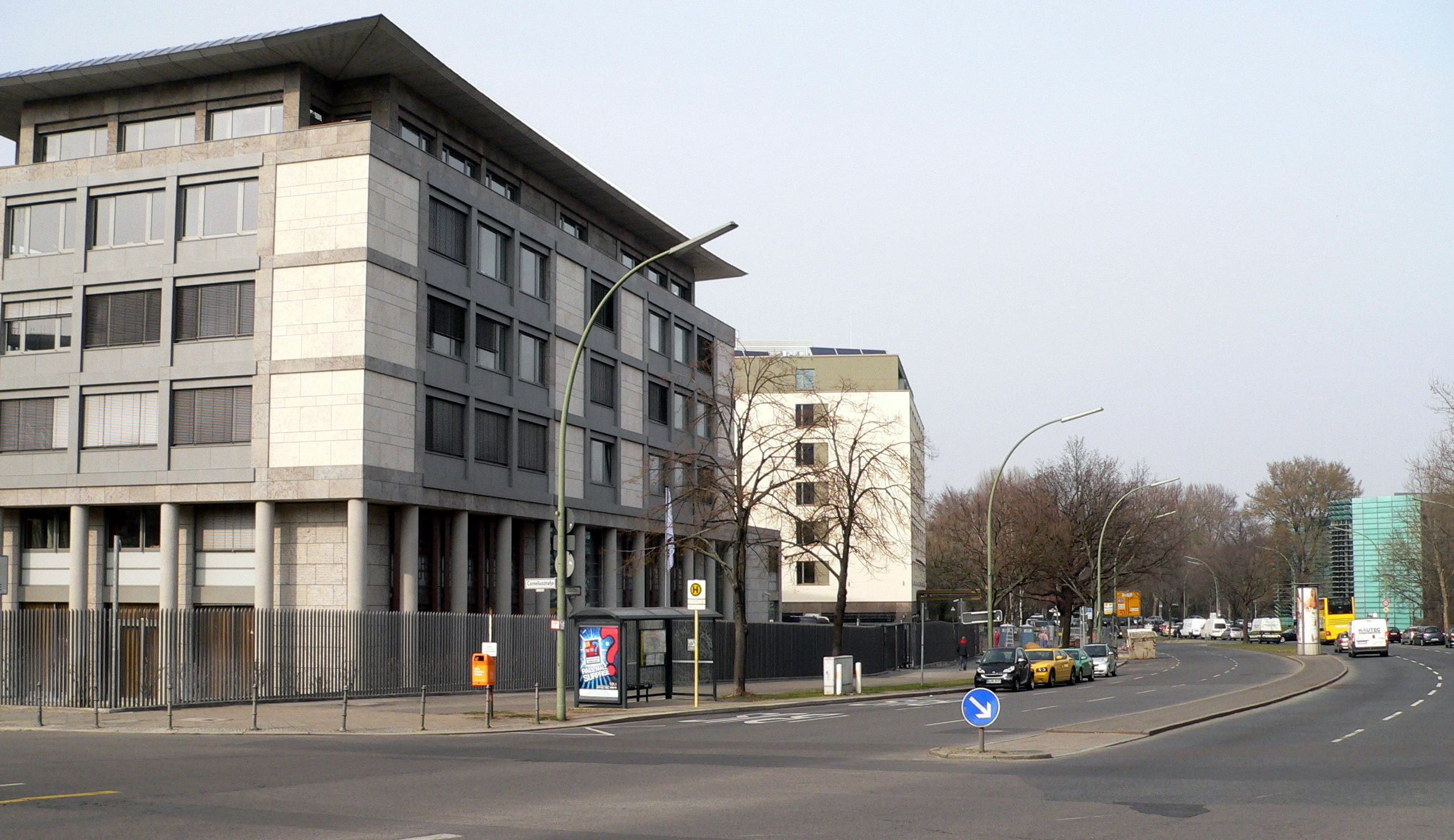
Ambassade à Berlin.
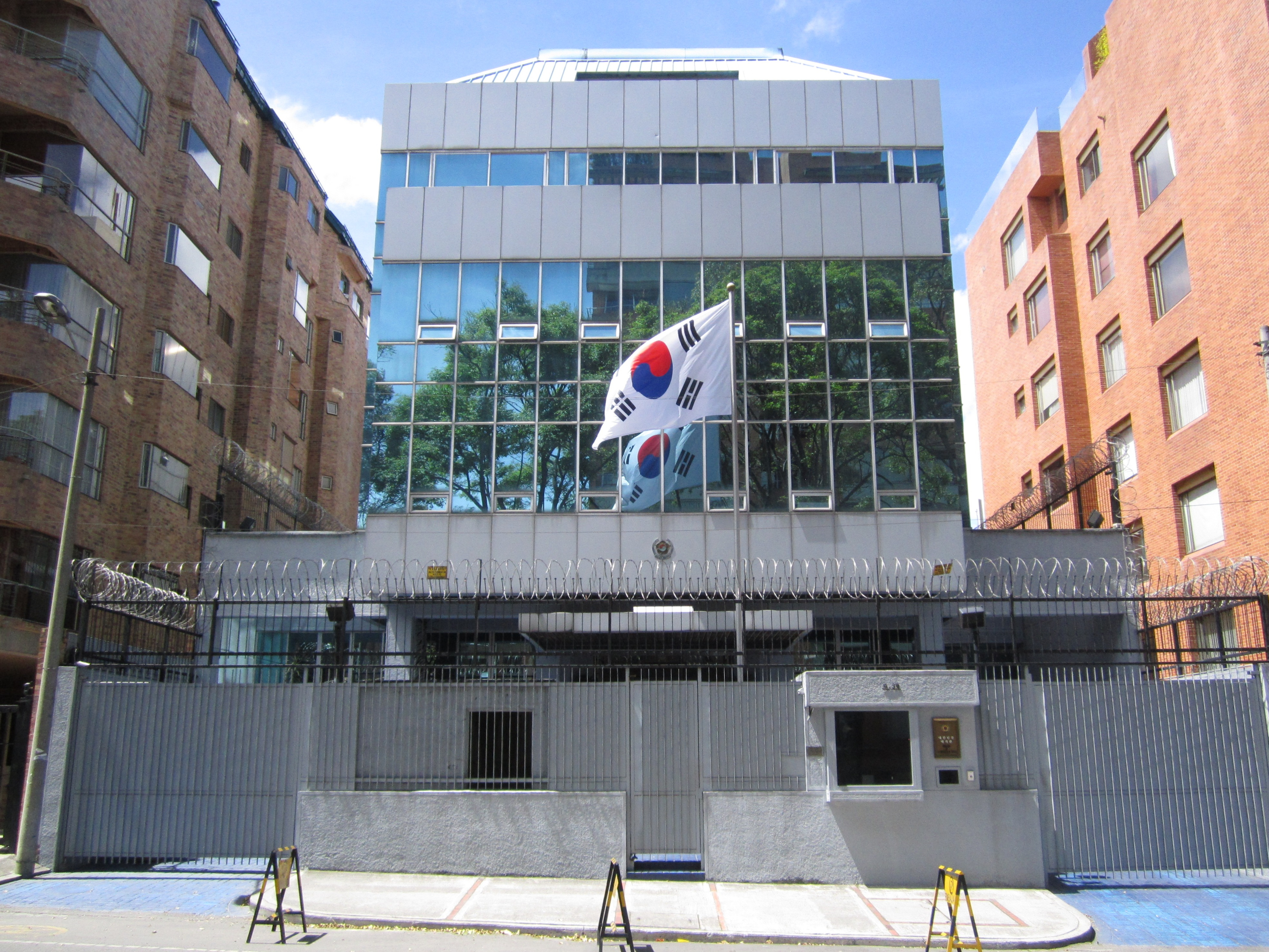
Ambassade à Bogotá.
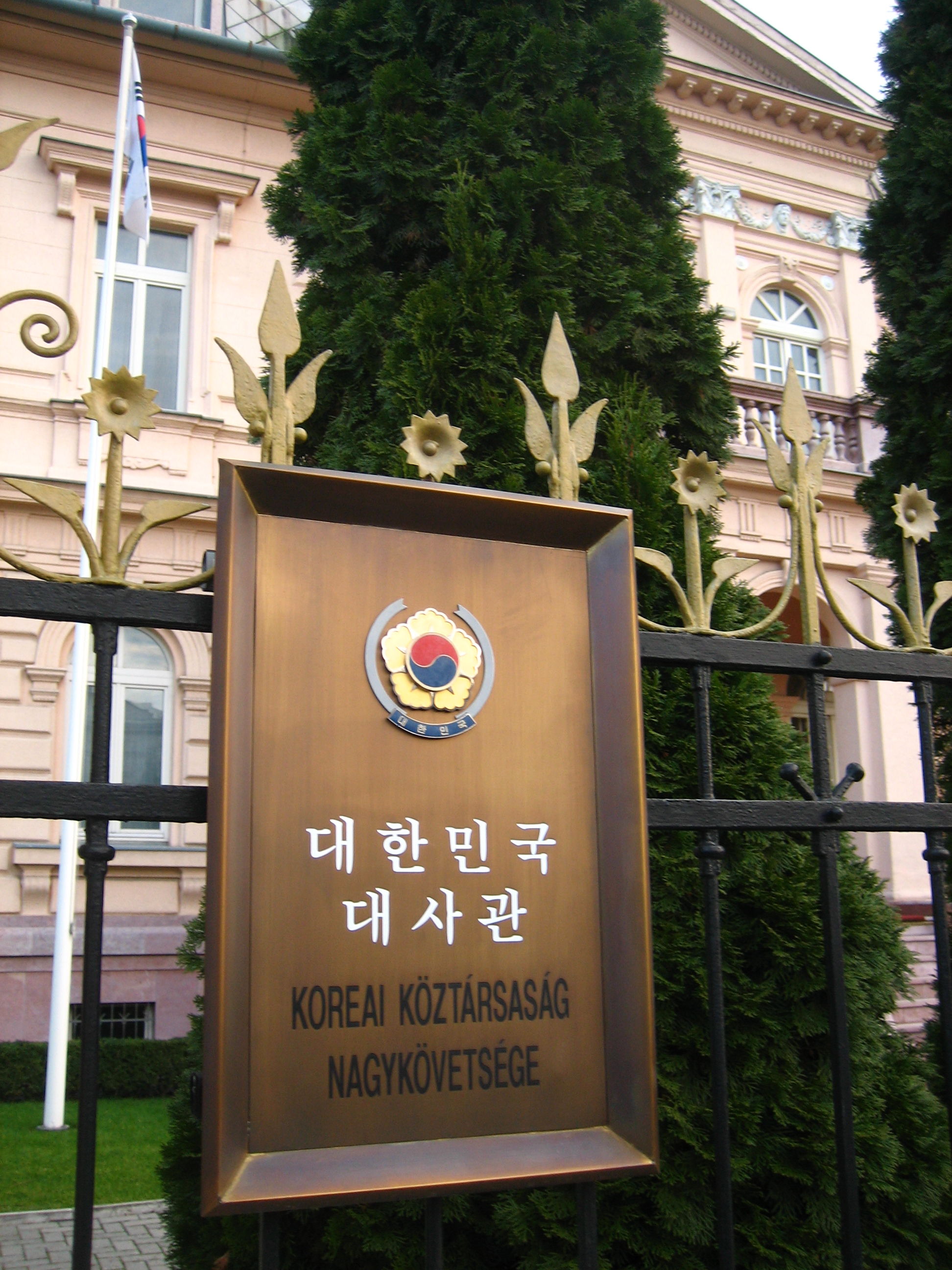
Ambassade à Budapest.
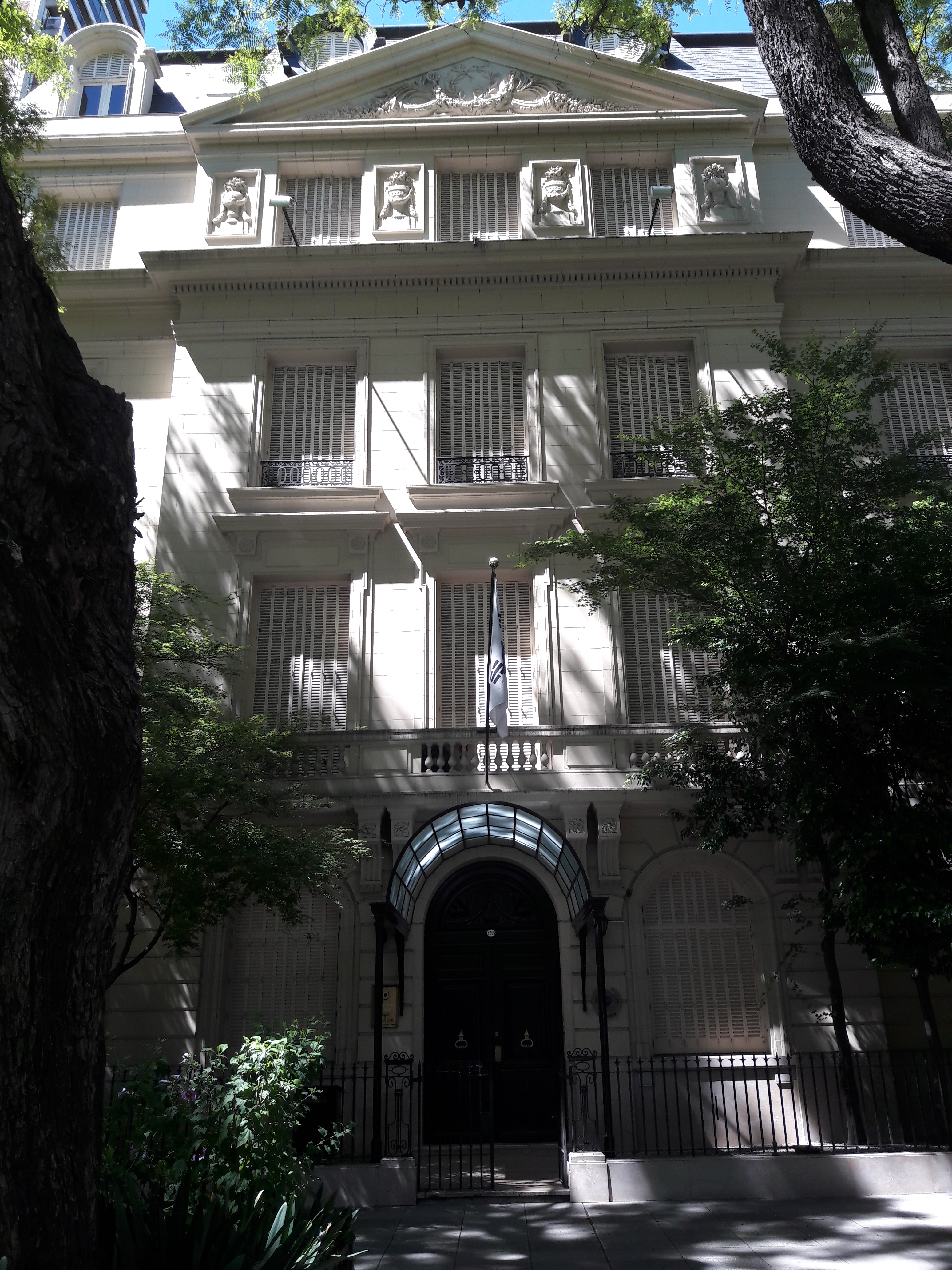
Ambassade à Buenos Aires.
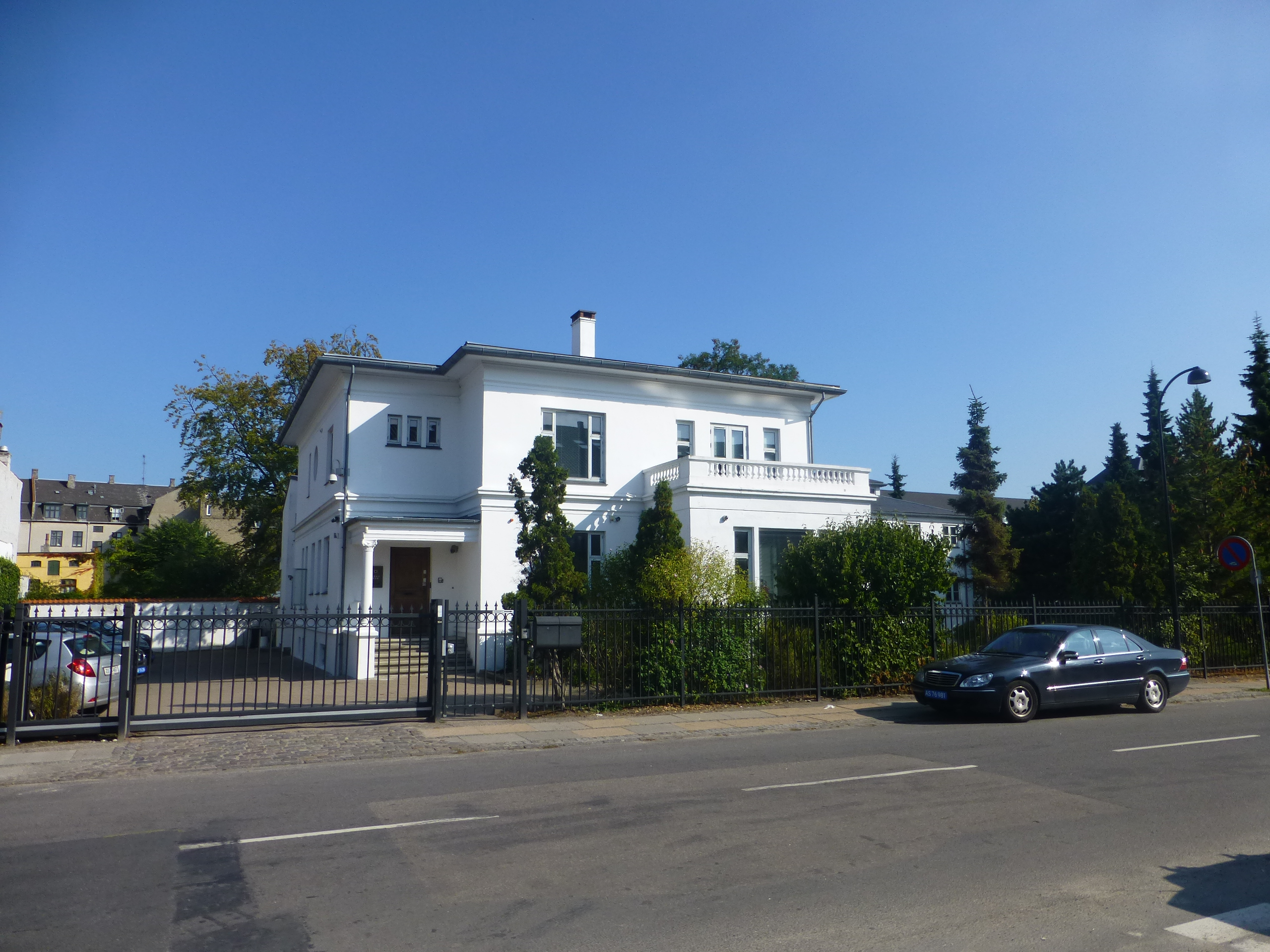
Ambassade à Copenhague.
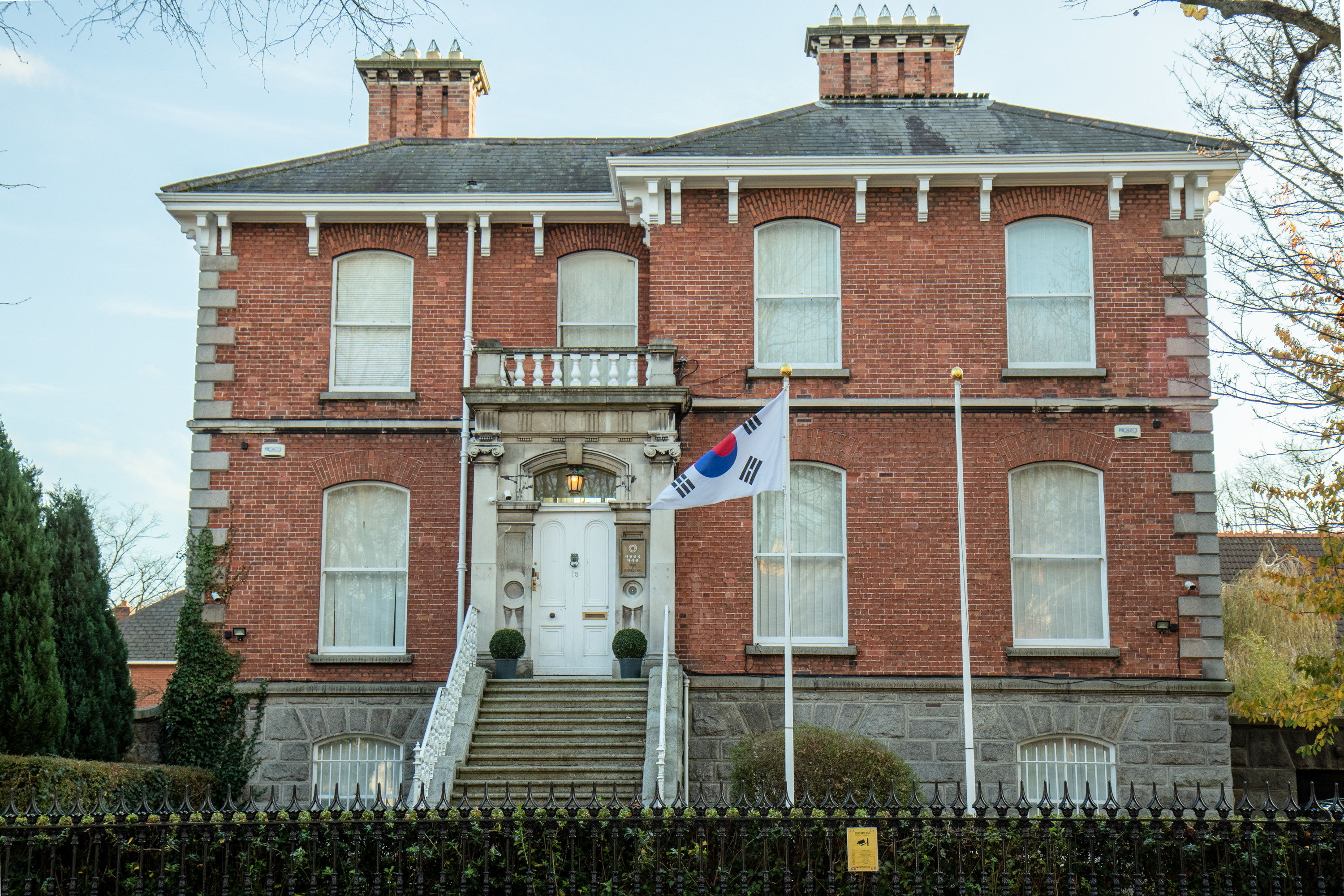
Ambassade à Dublin.
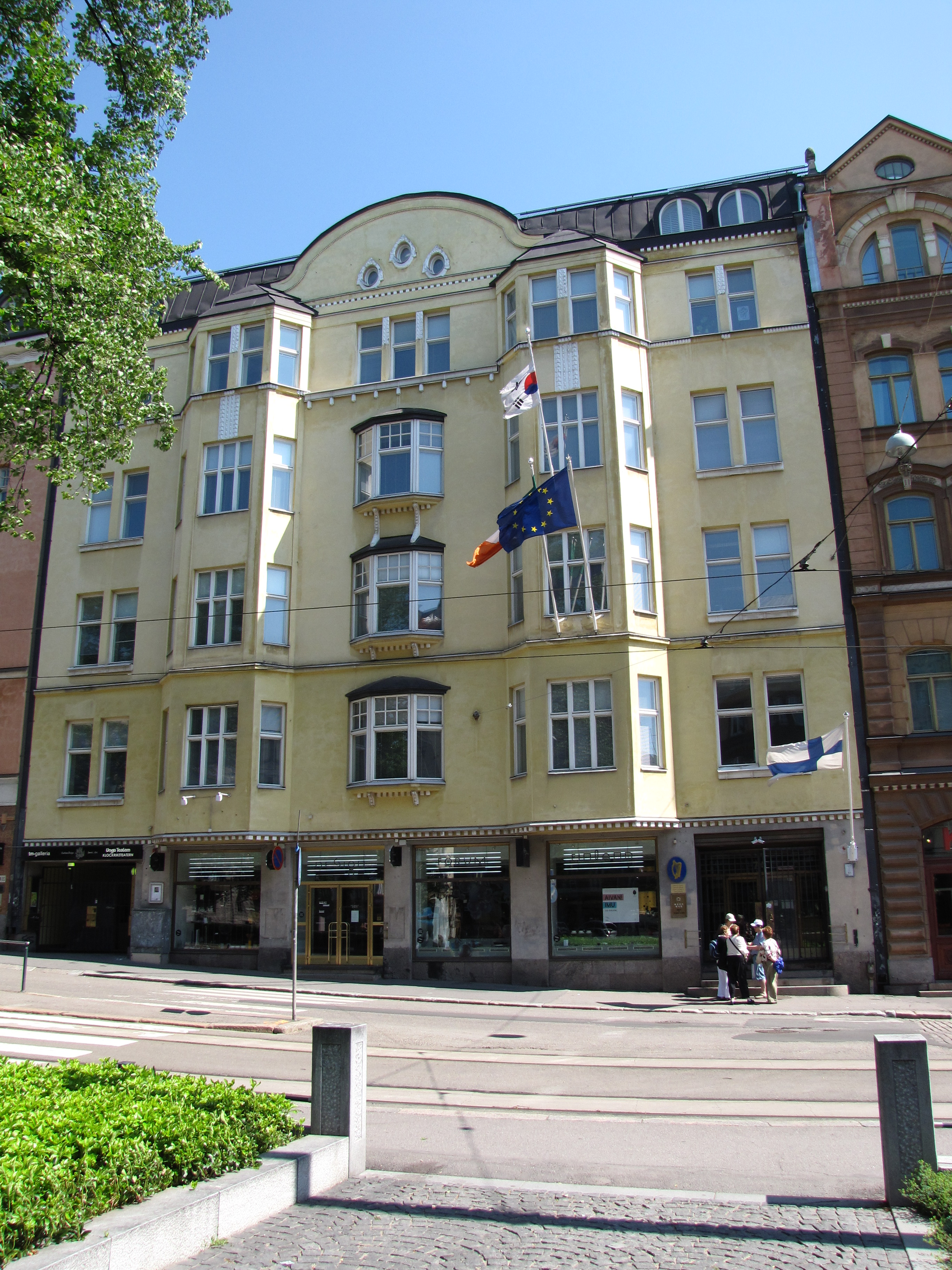
Ambassade à Helsinki.
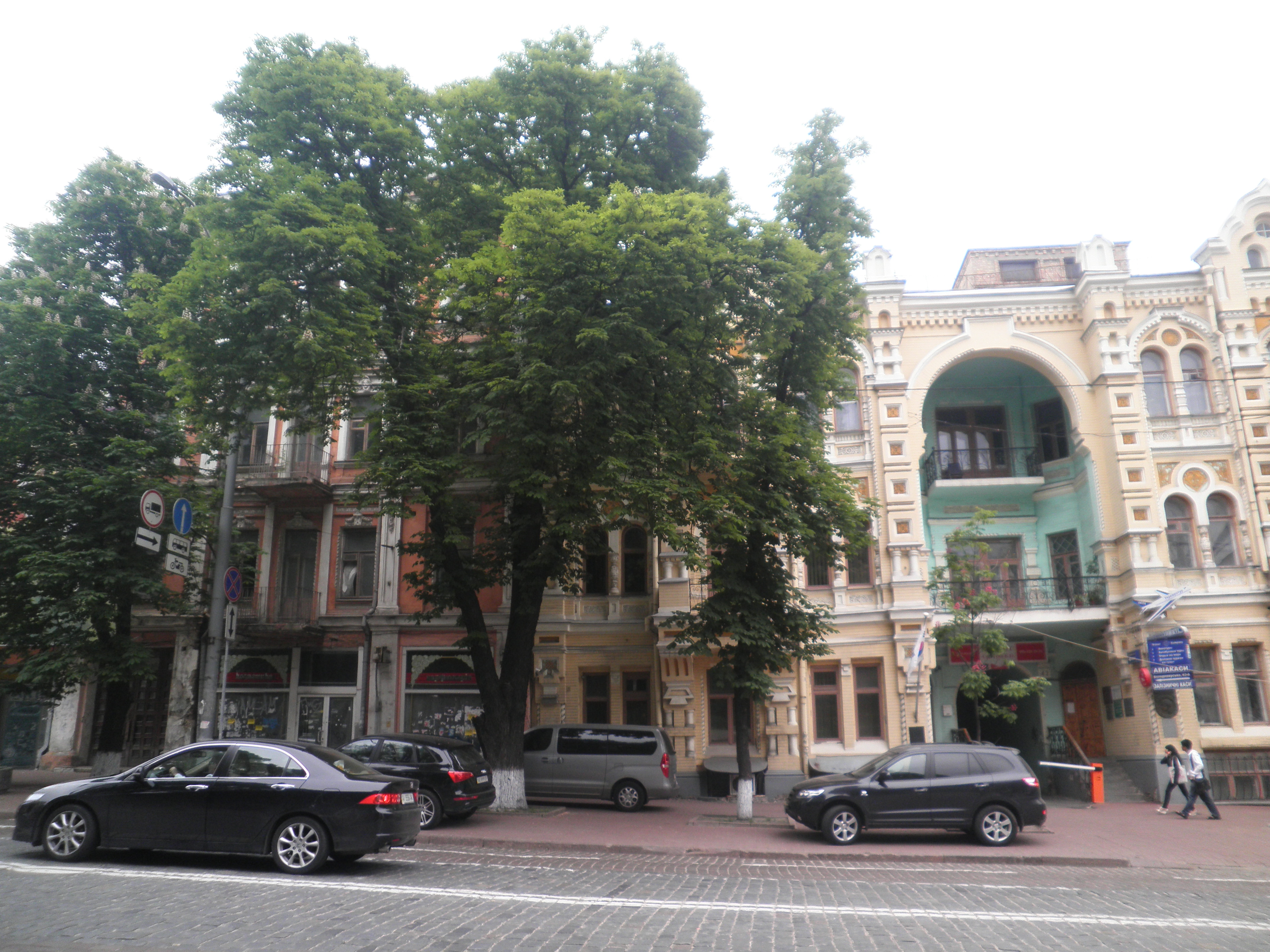
Ambassade à Kiev.
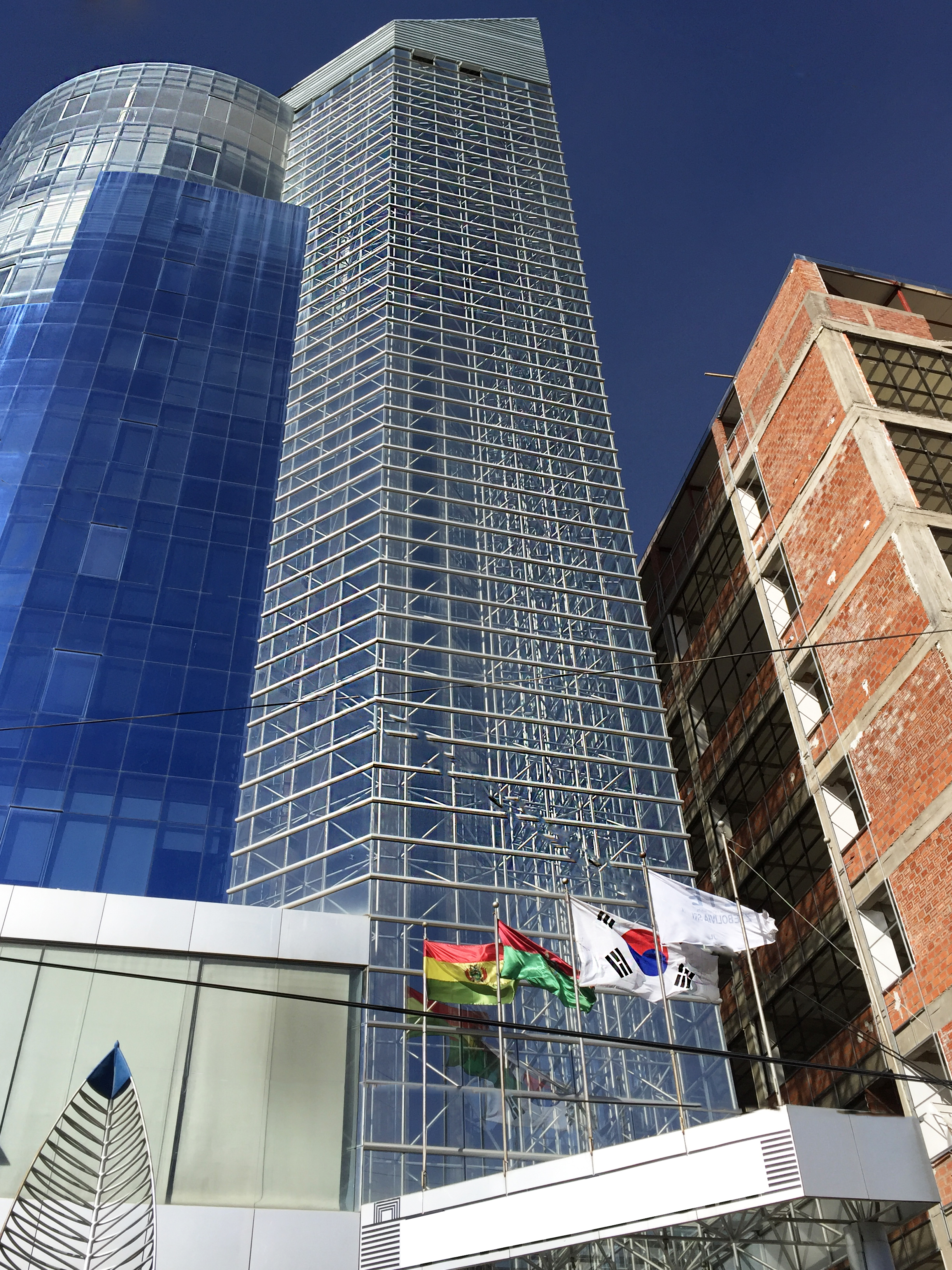
Ambassade à La Paz.
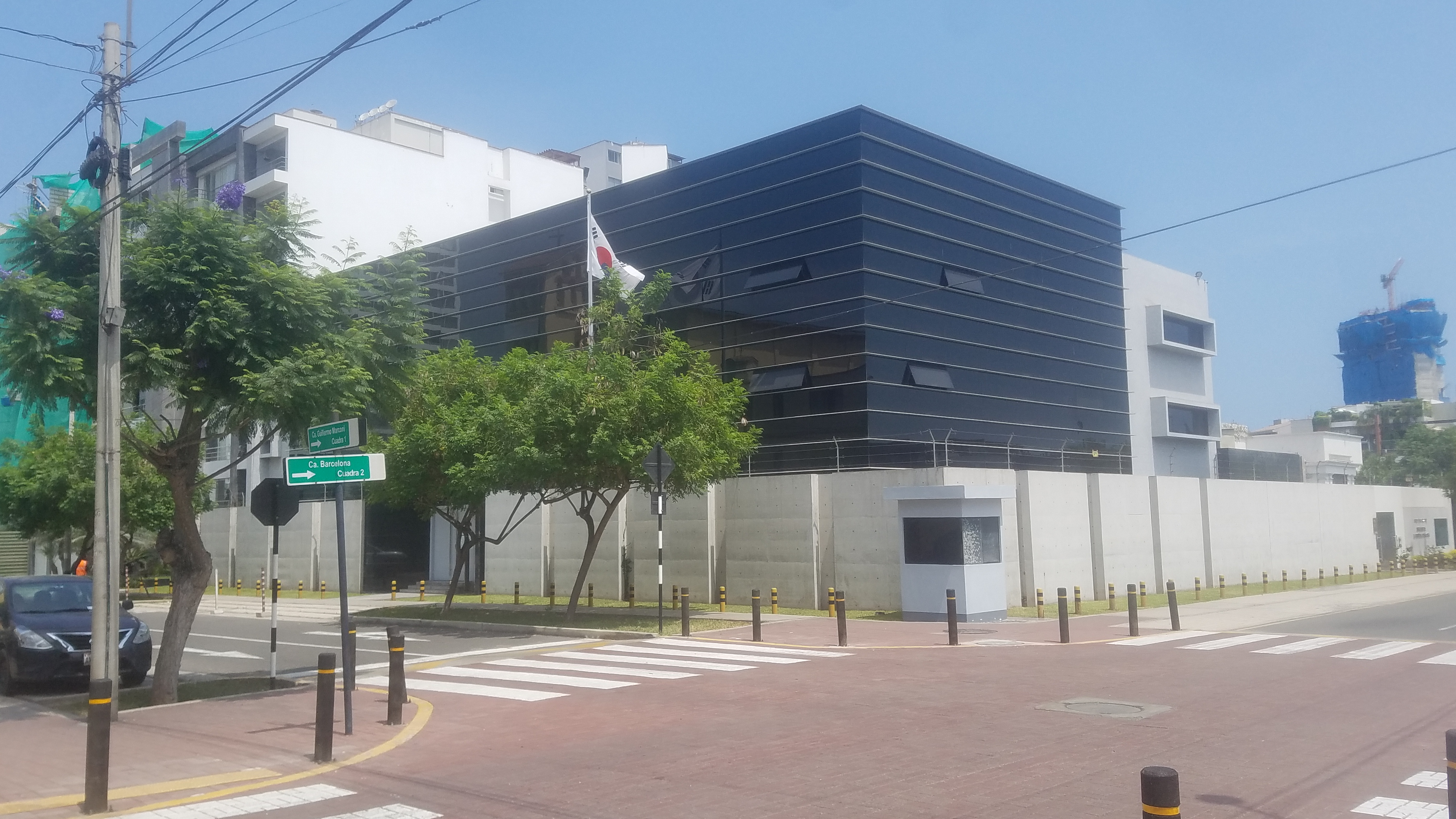
Ambassade à Lima.
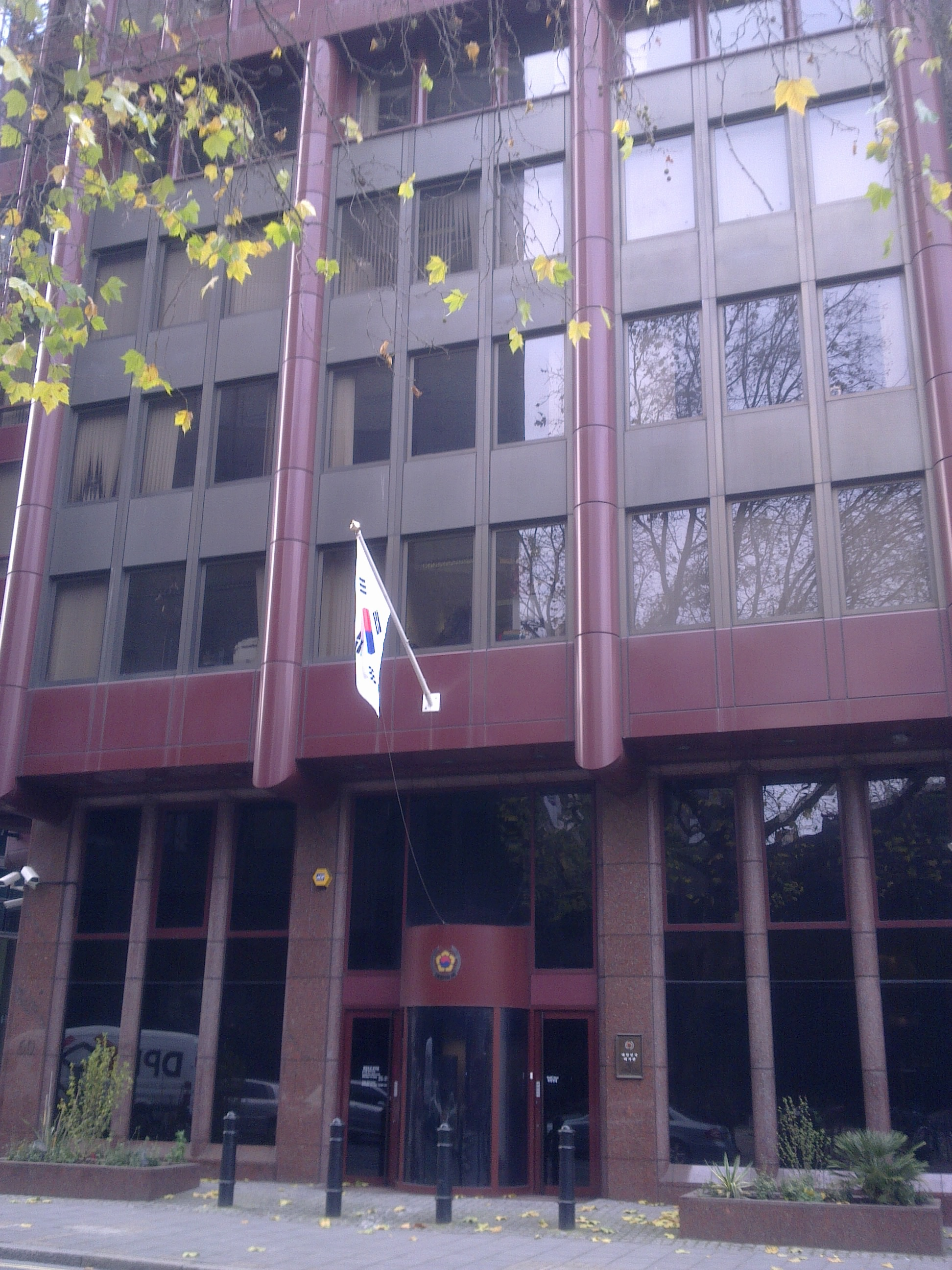
Ambassade à Londres.
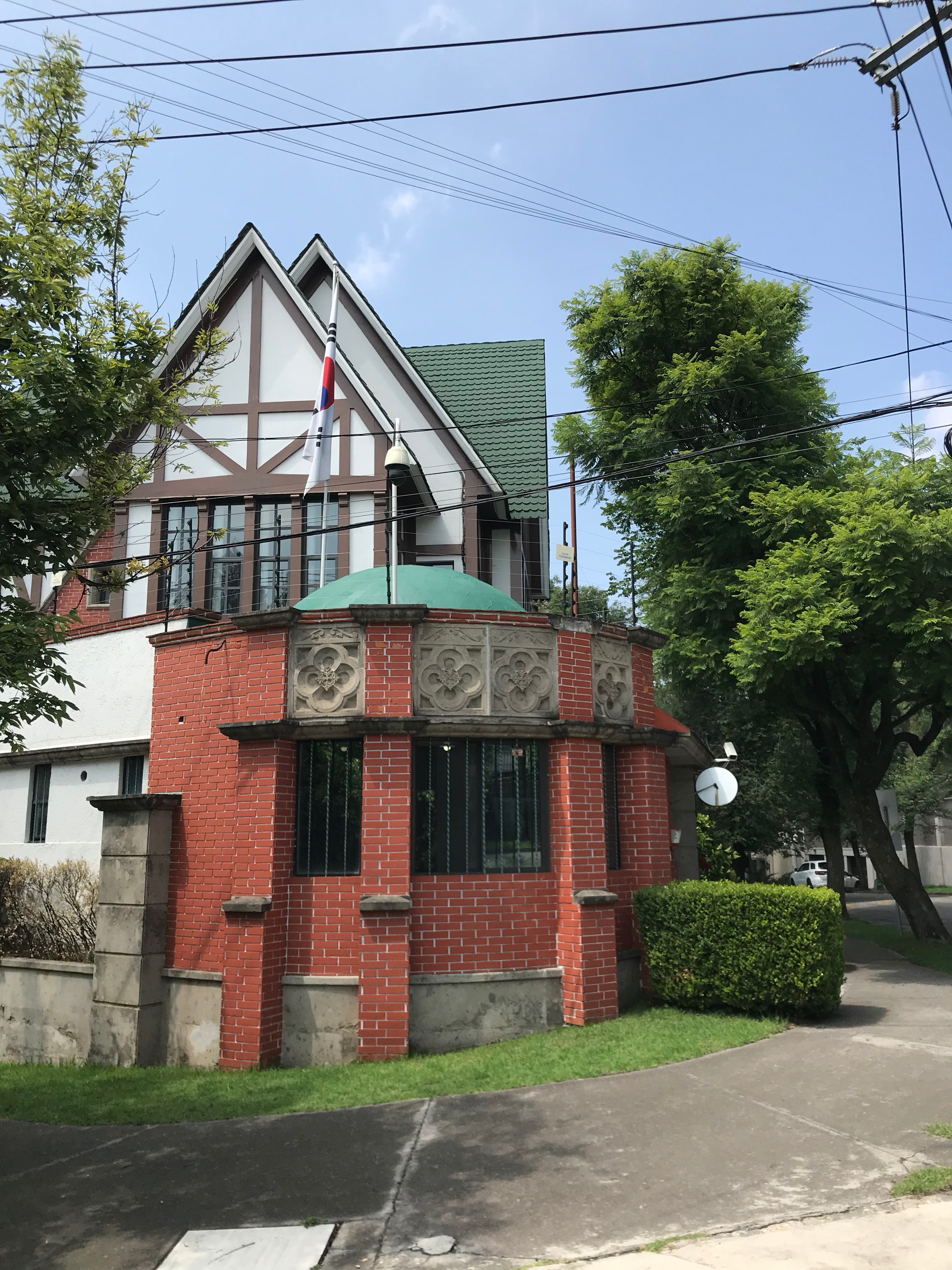
Ambassade à Mexico.
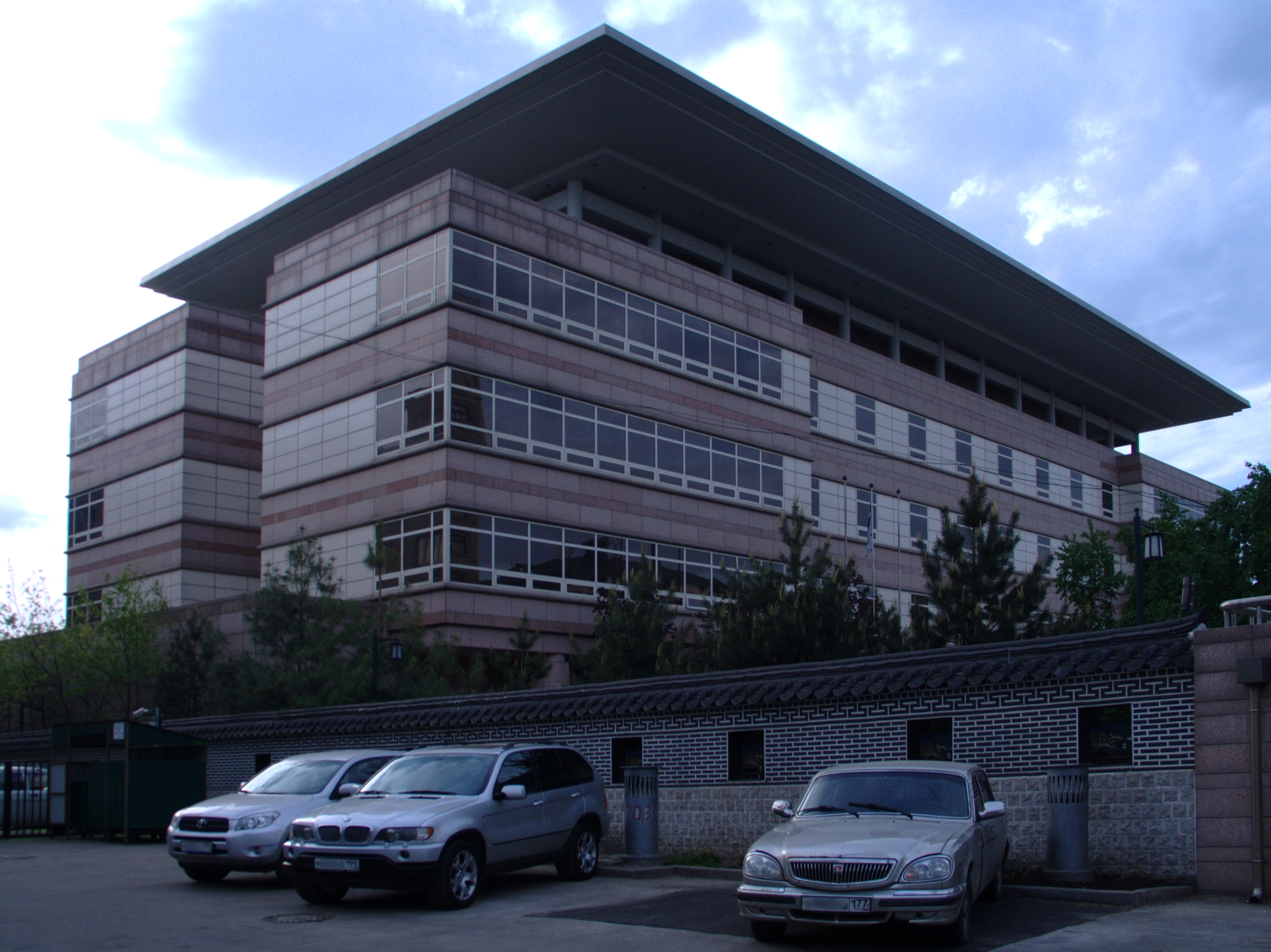
Ambassade à Moscou.
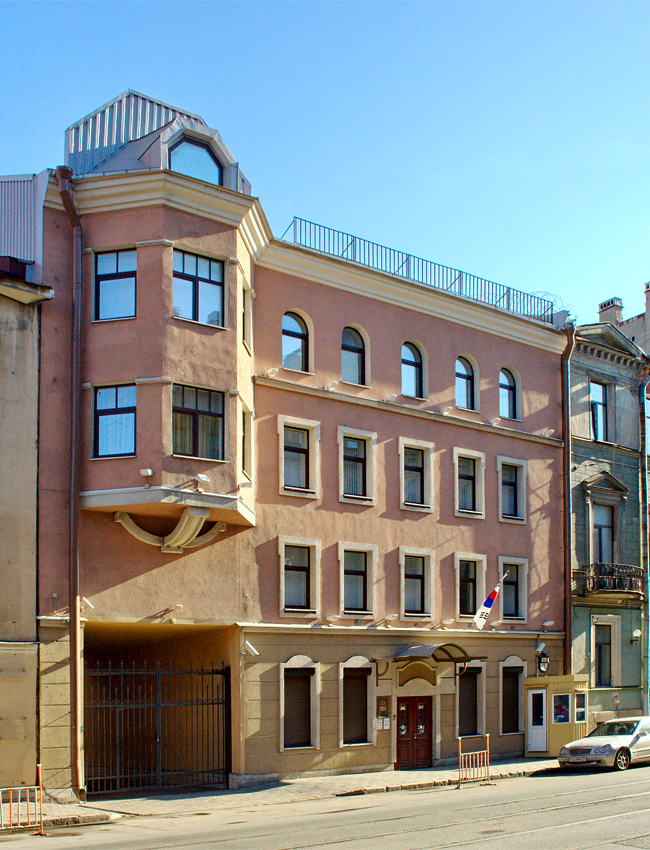
Consulate général à Saint Pétersbourg.
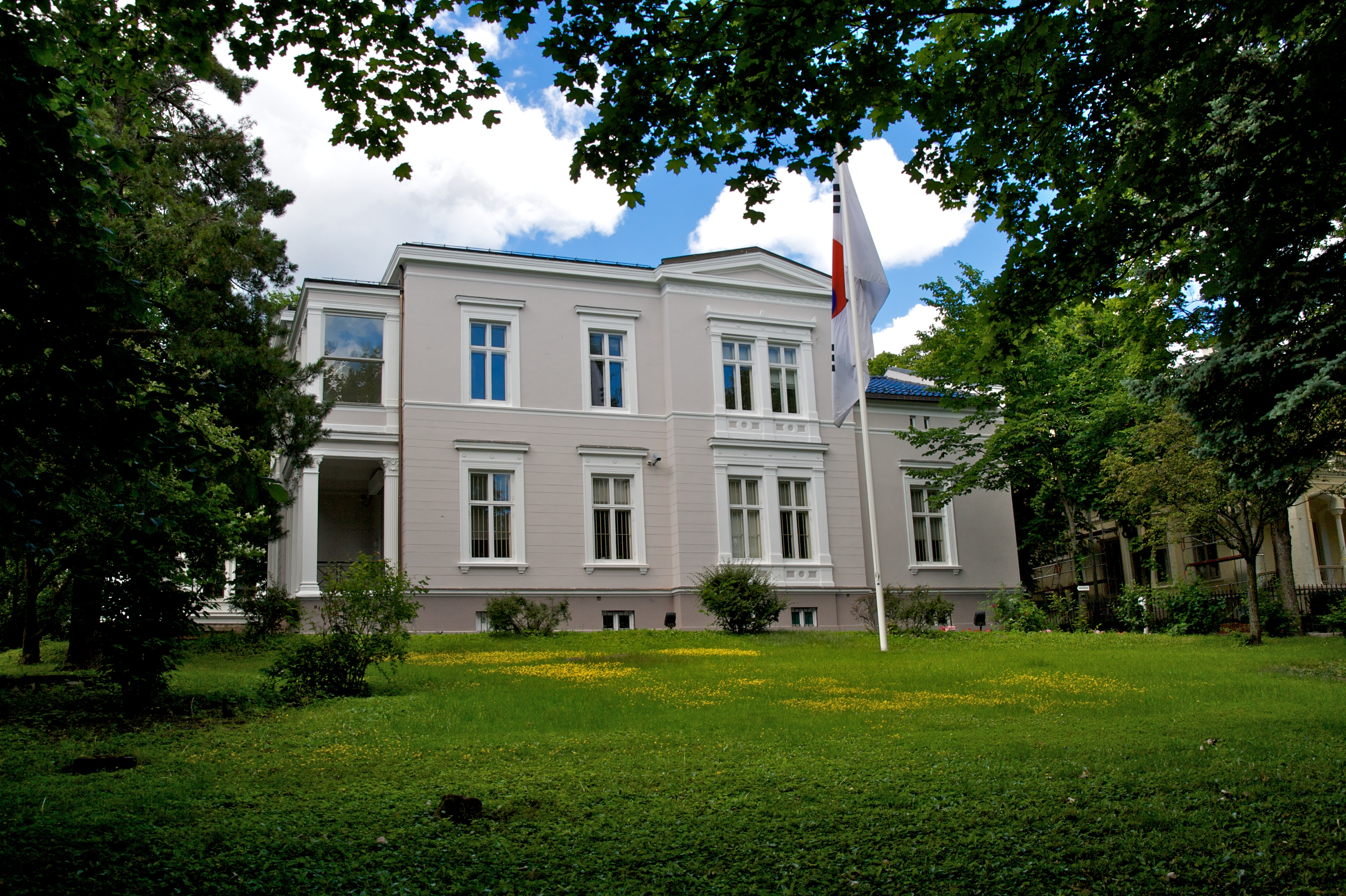
Ambassade à Oslo.
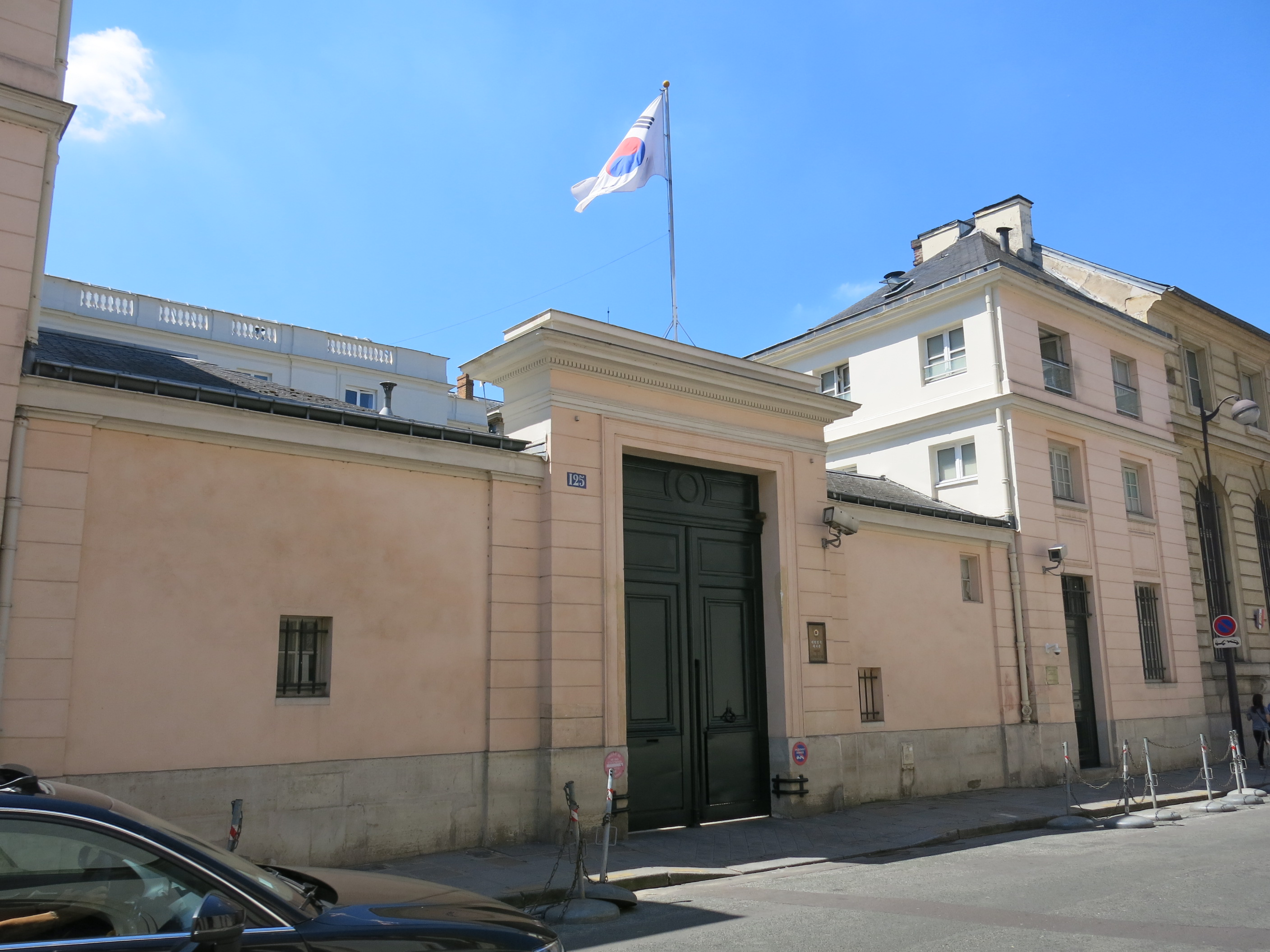
Ambassade à Paris.
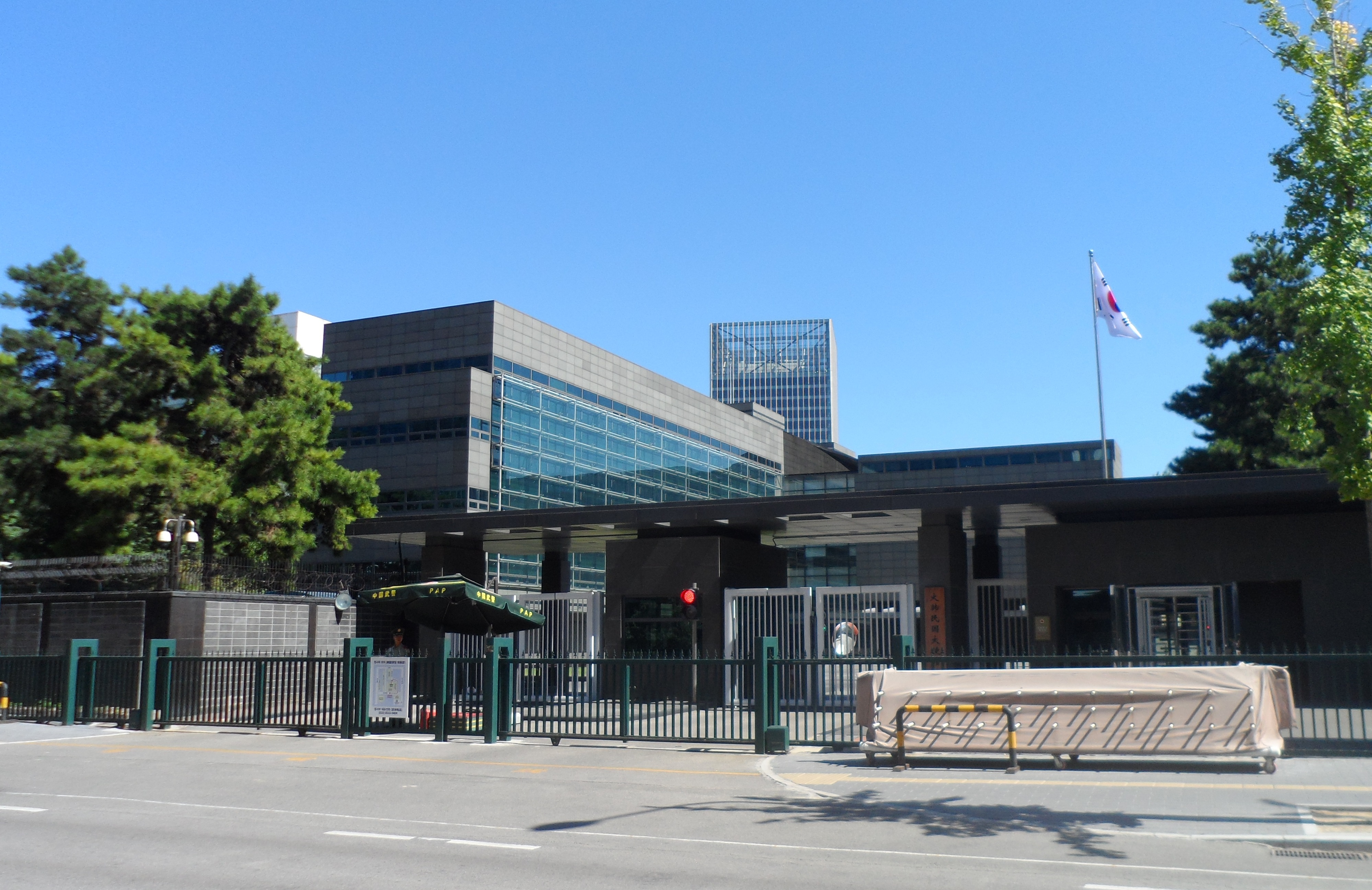
Ambassade à Pékin.
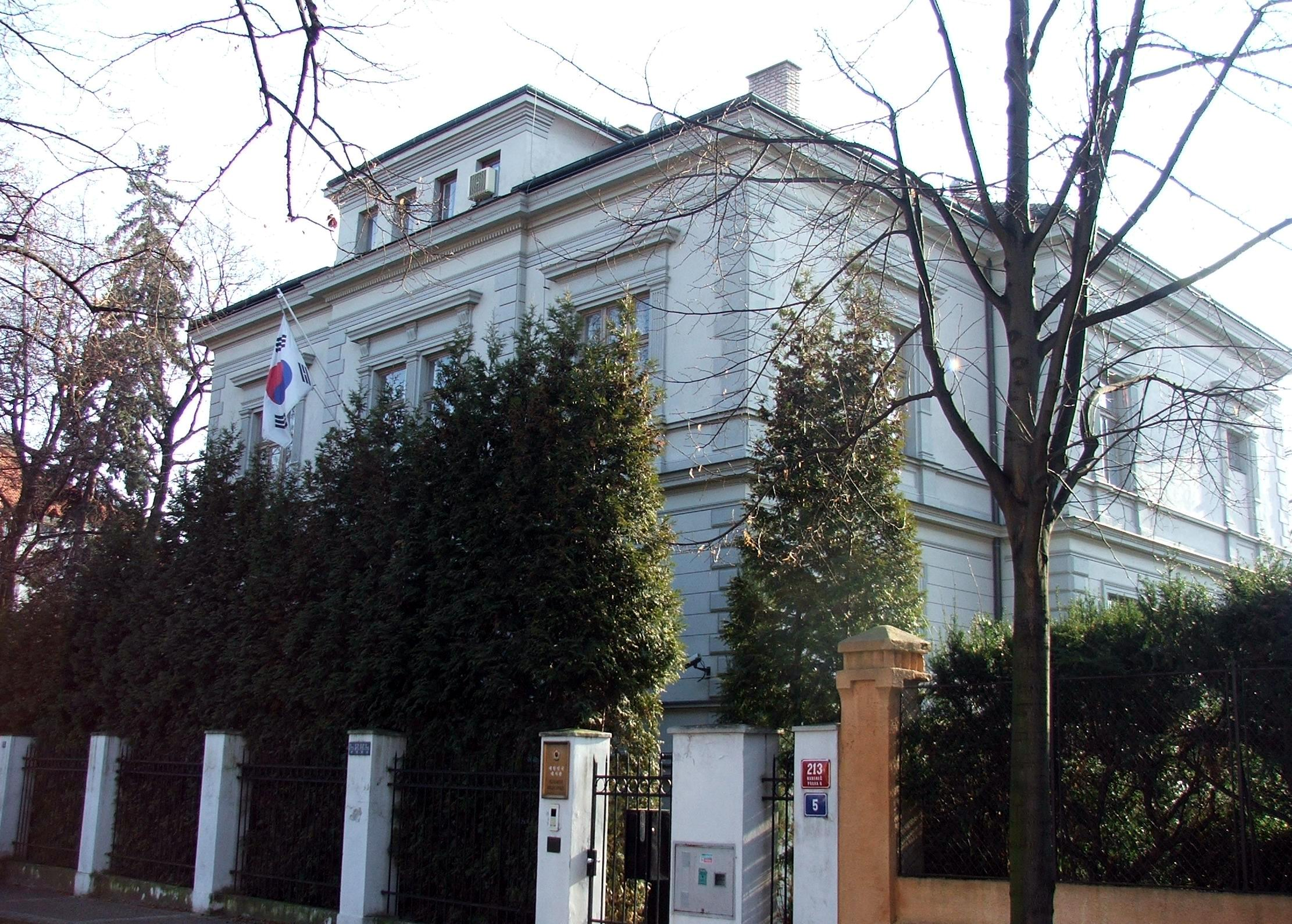
Ambassade à Prague.
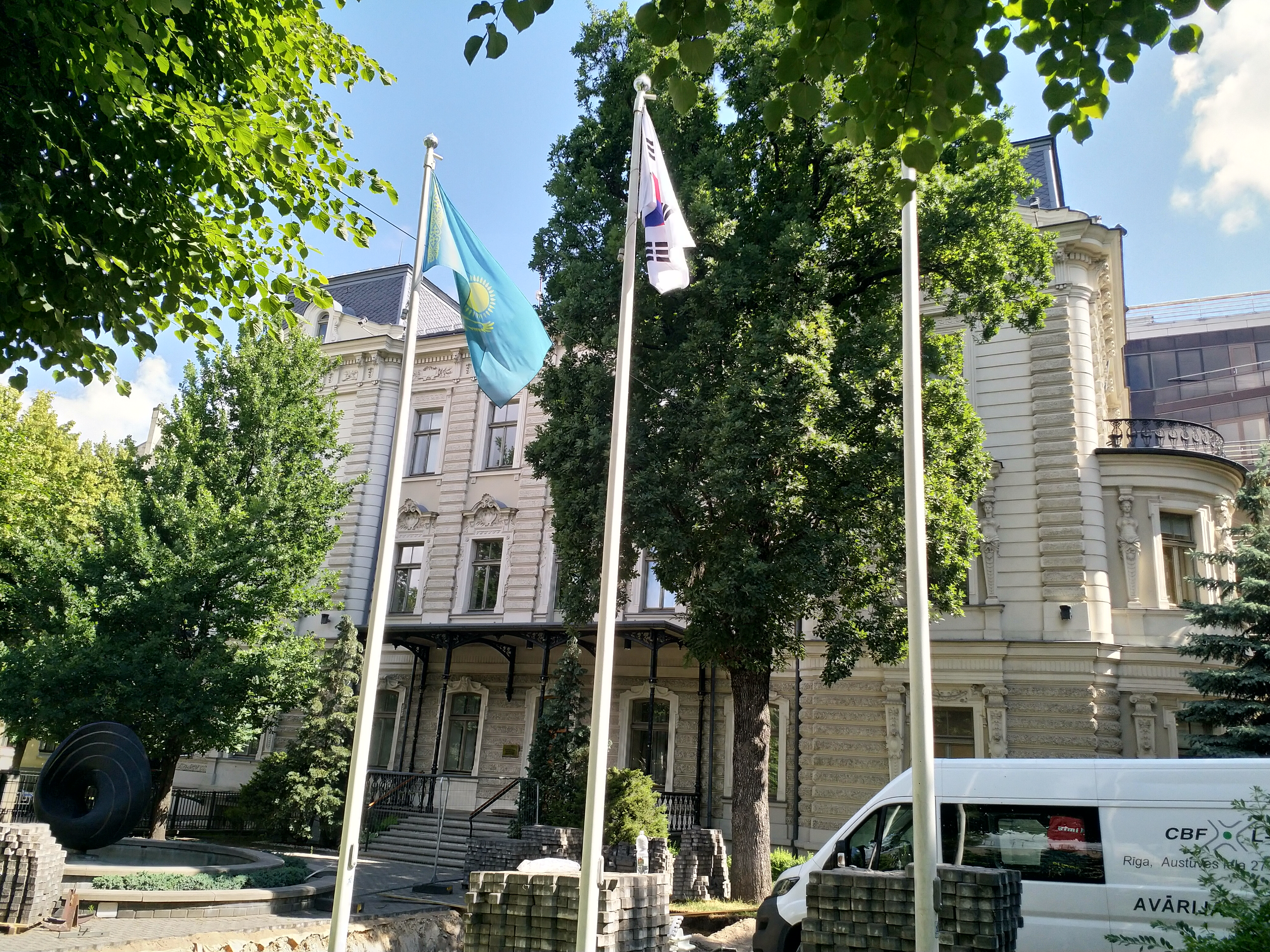
Ambassade à Riga.
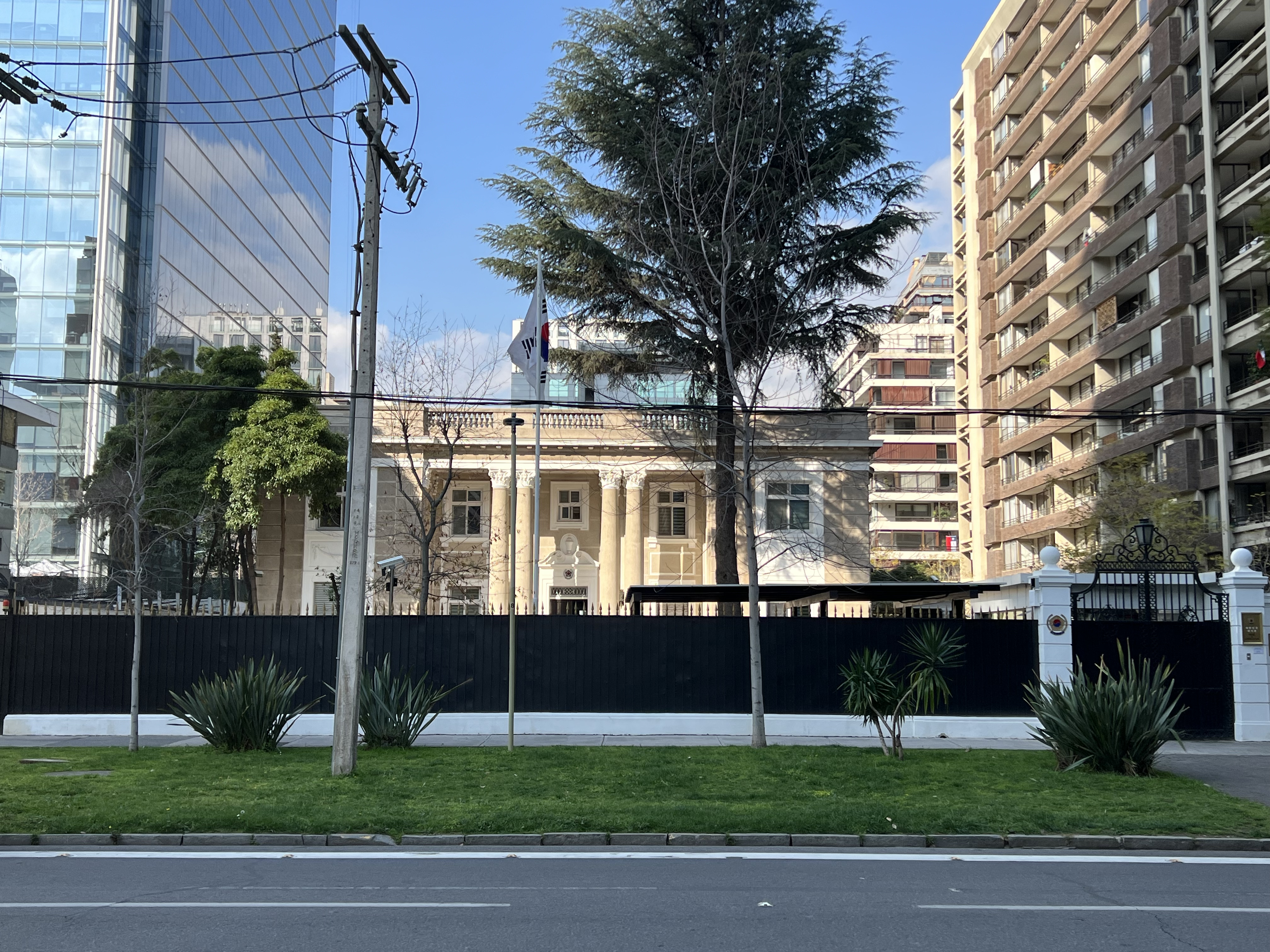
Ambassade à Santiago du Chili.
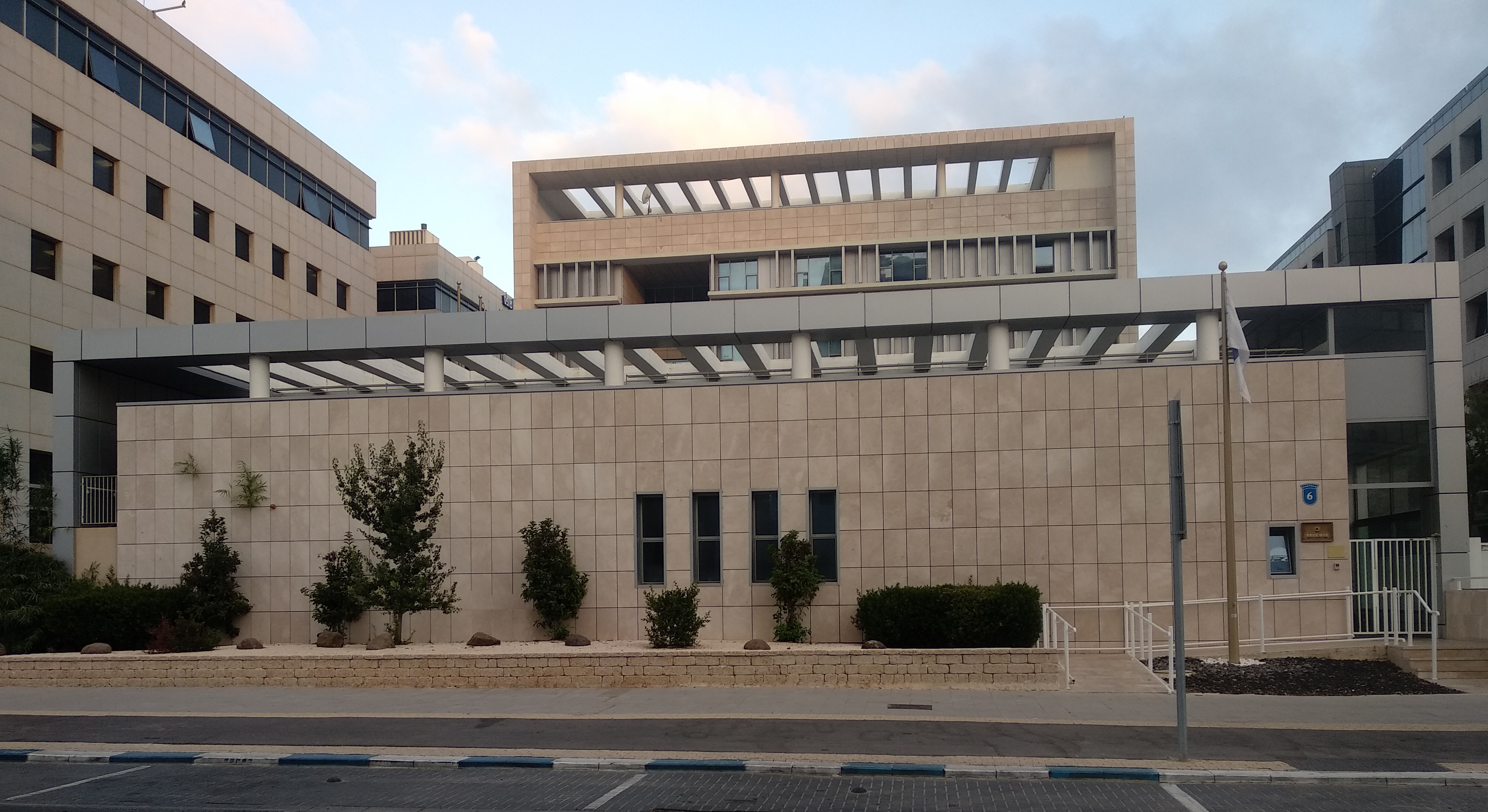
Ambassade à Tel Aviv.
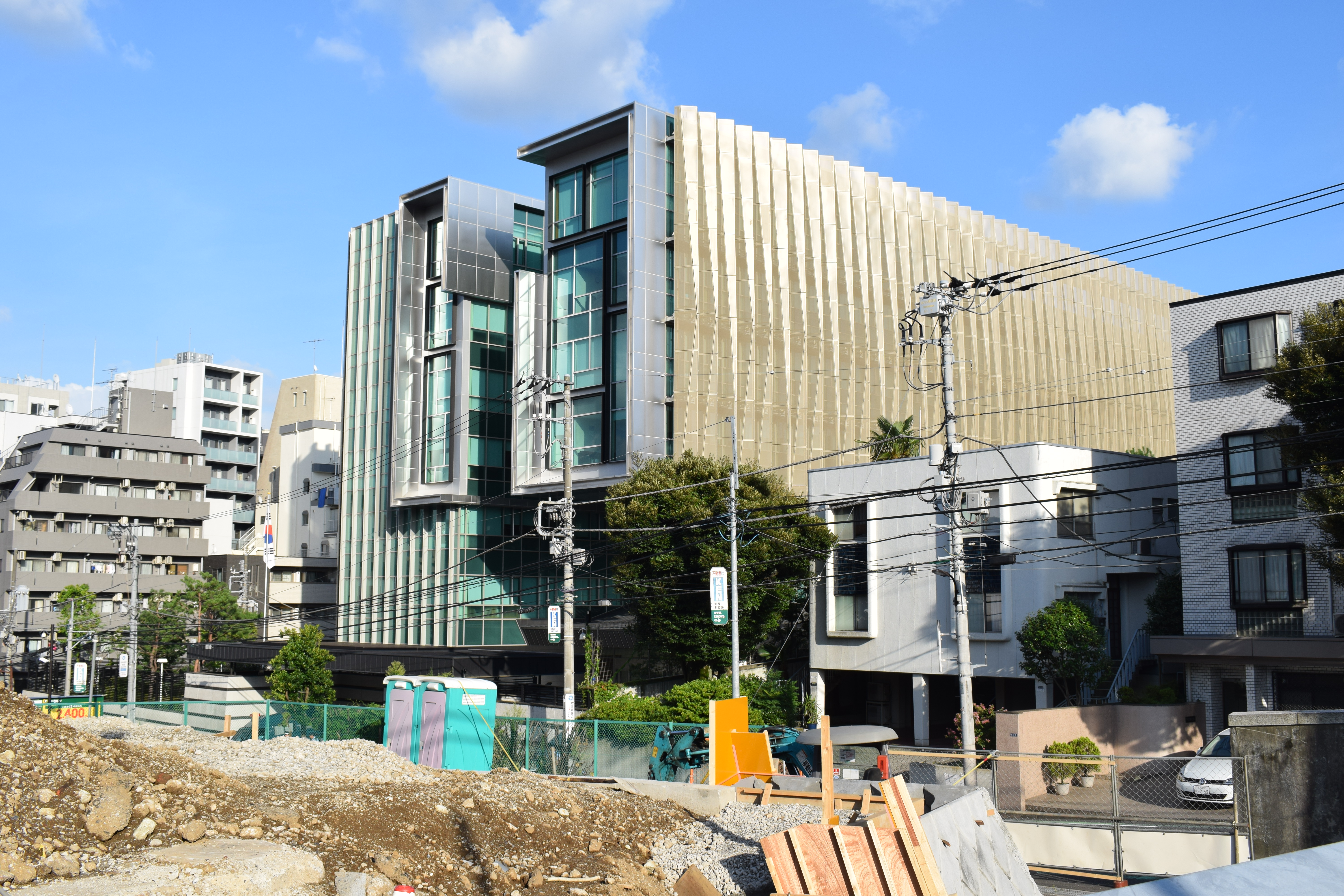
Ambassade à Tokyo.
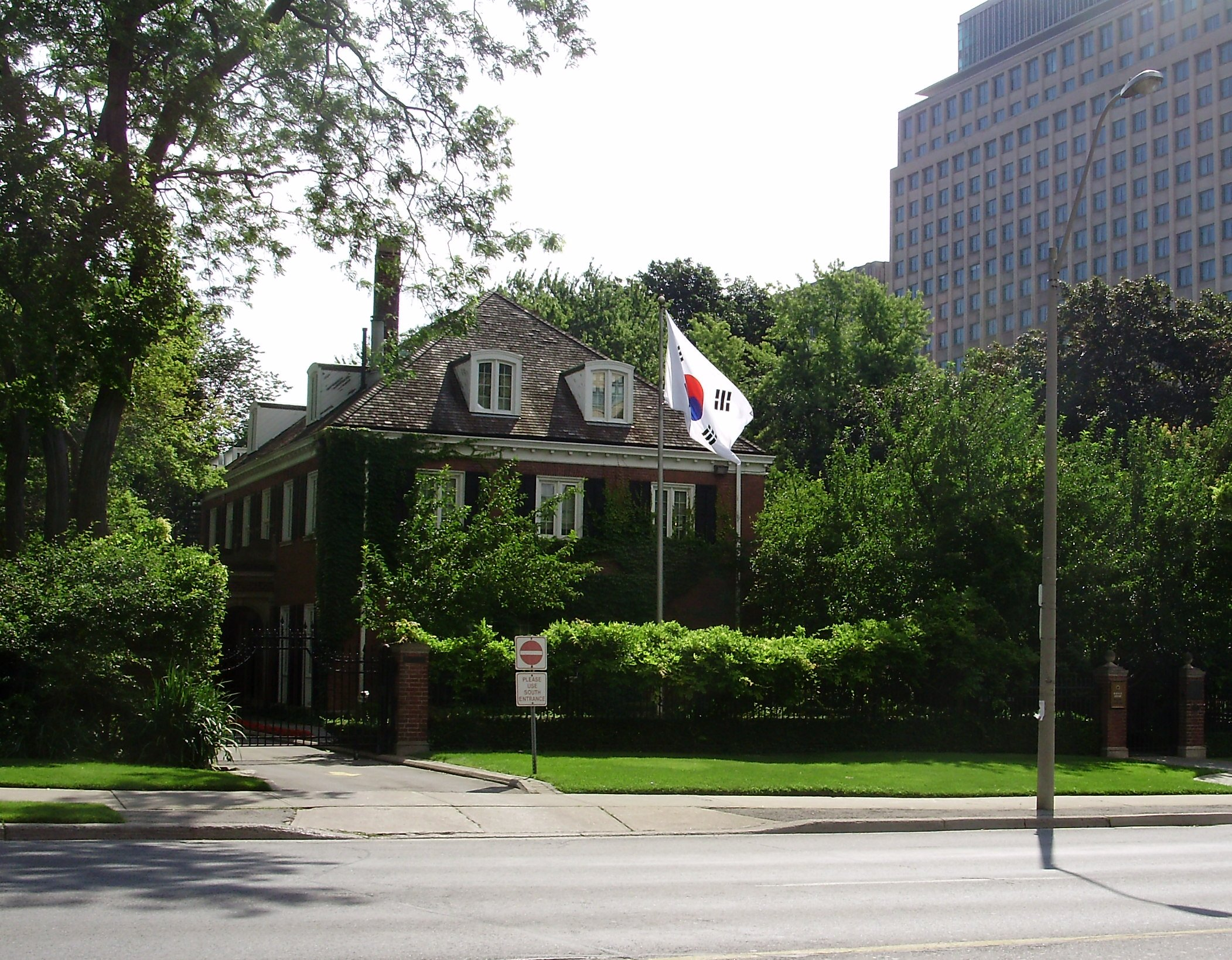
Consulat général à Toronto.
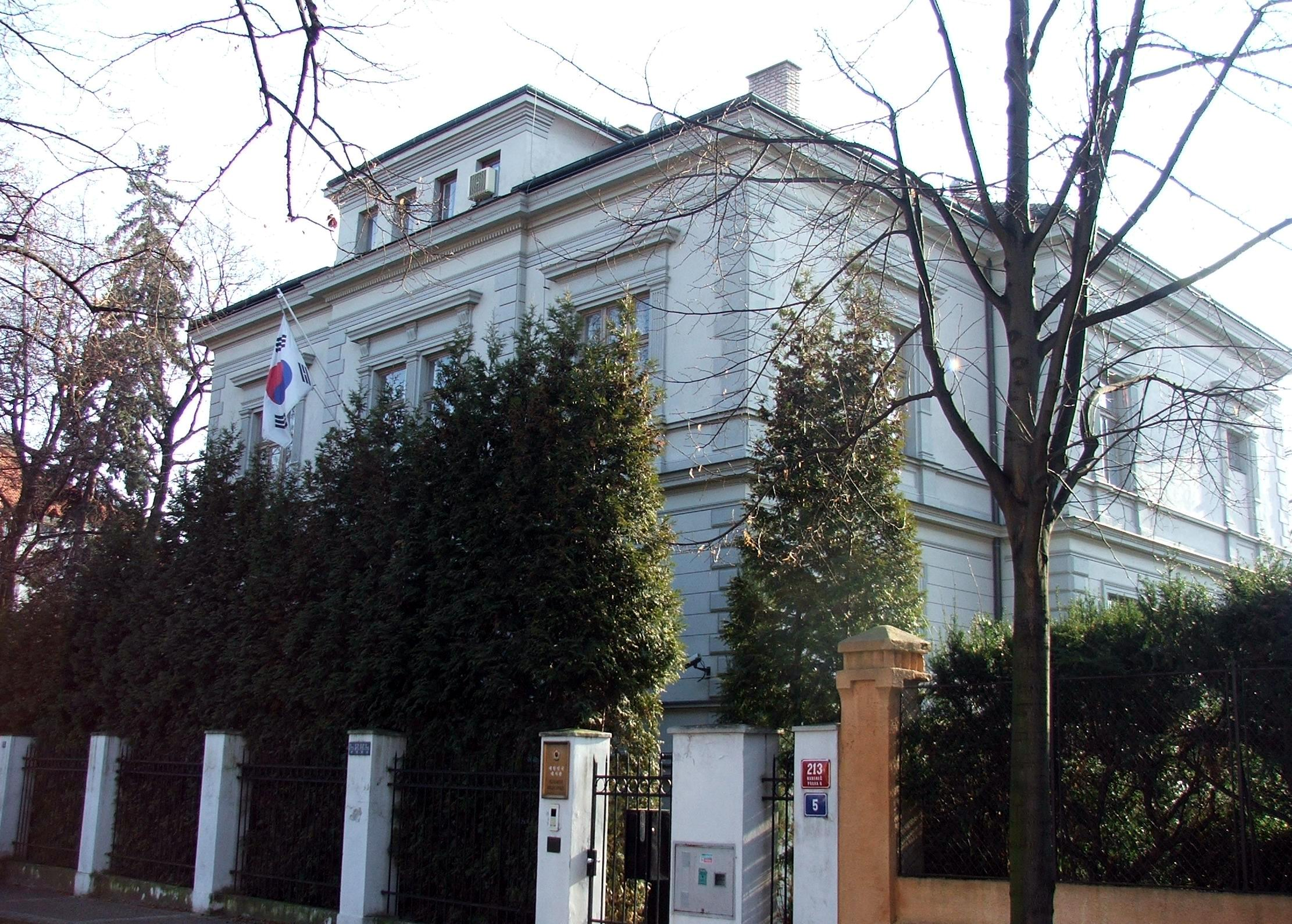
Ambassade à Prague.
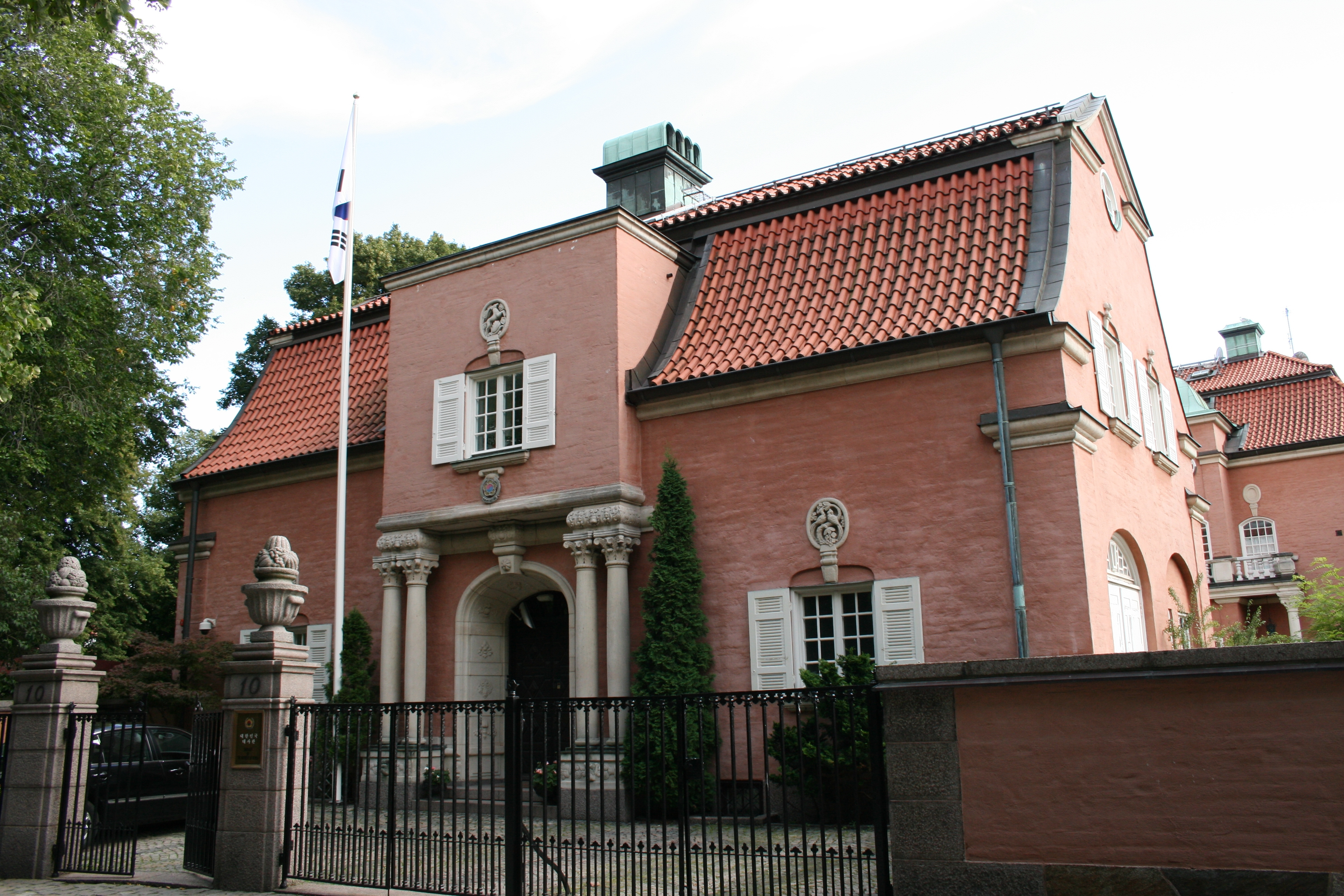
Ambassade à Stockholm.
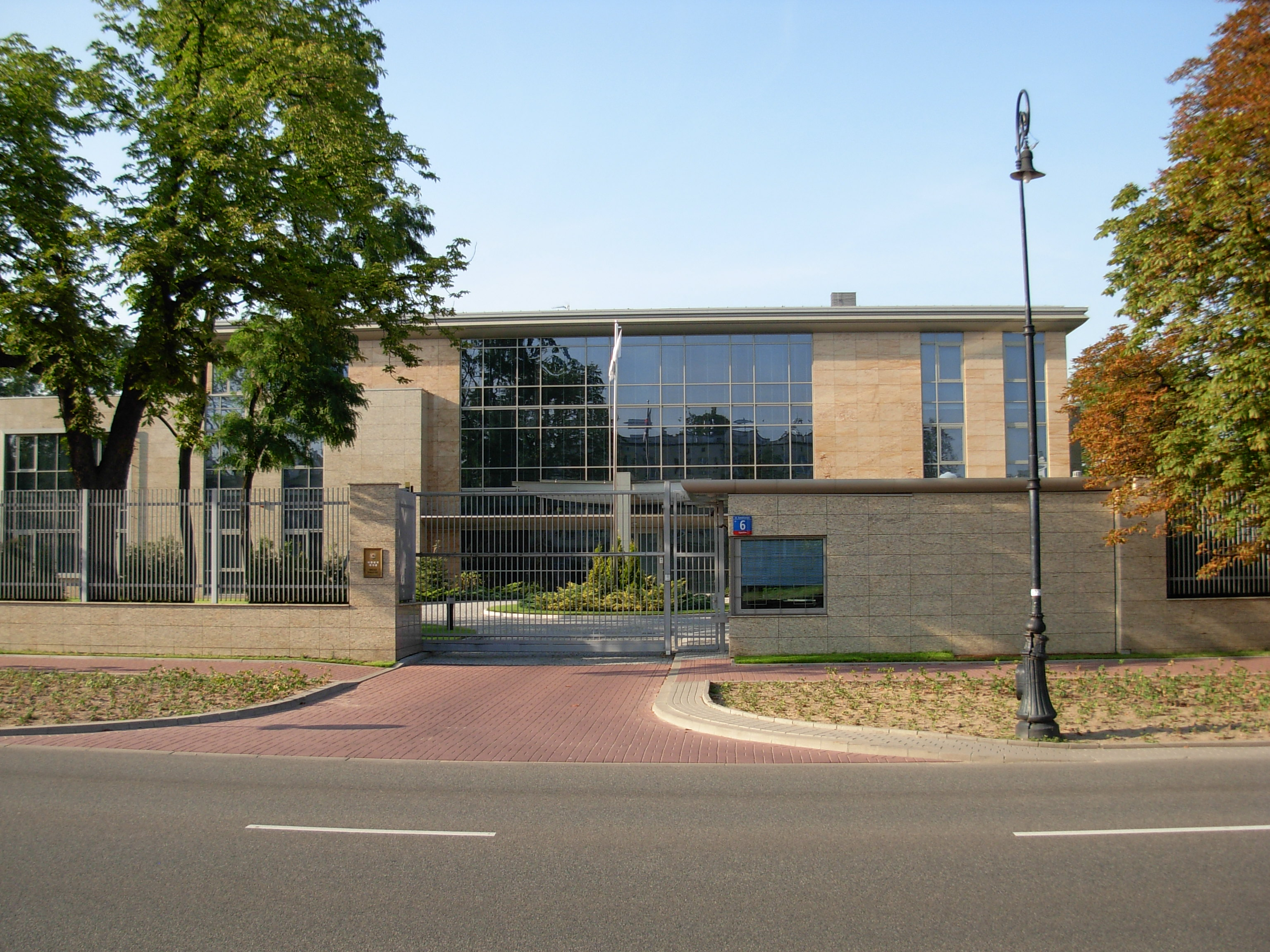
Ambassade à Varsovie.
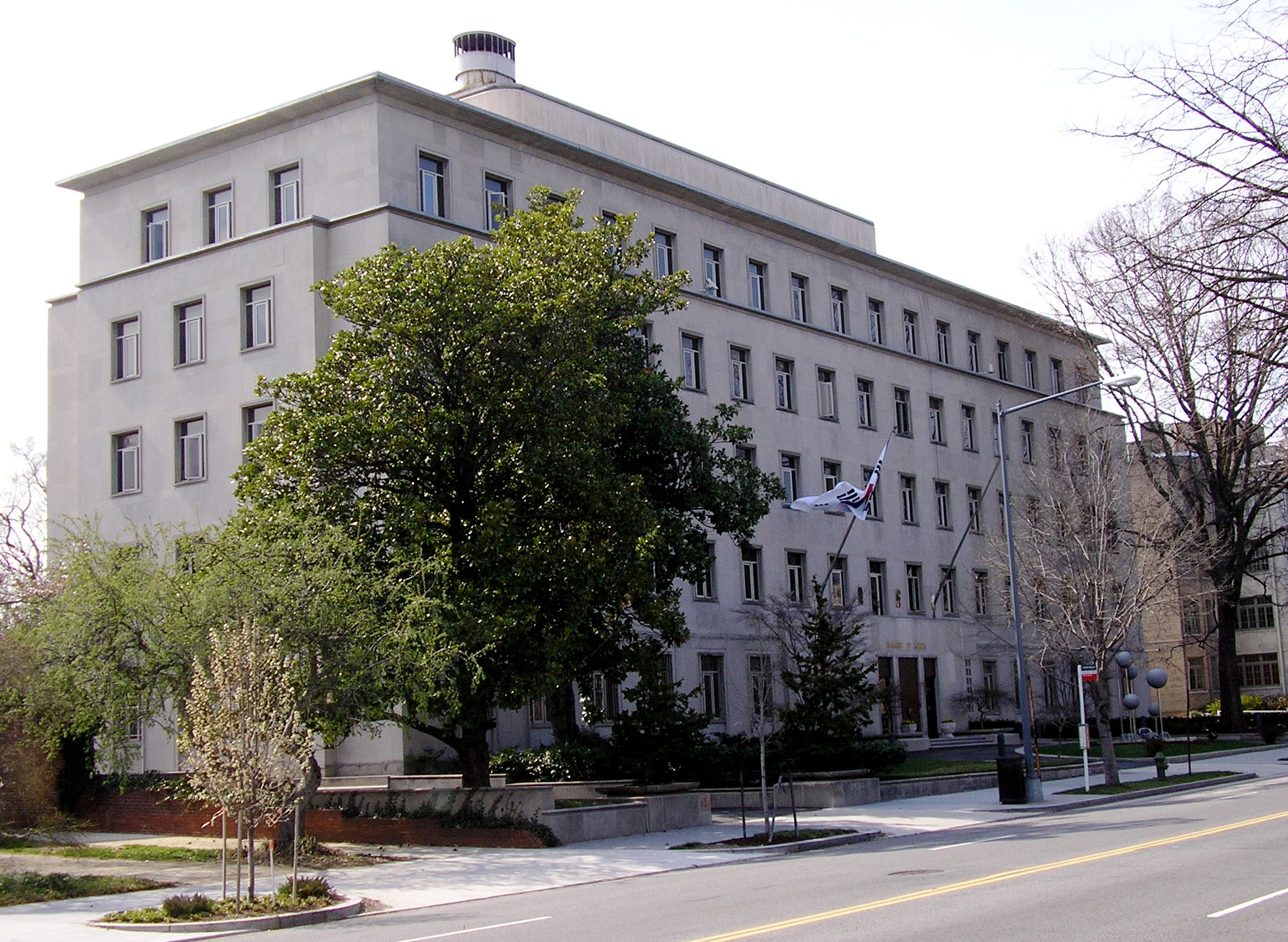
Ambassade à Washington.
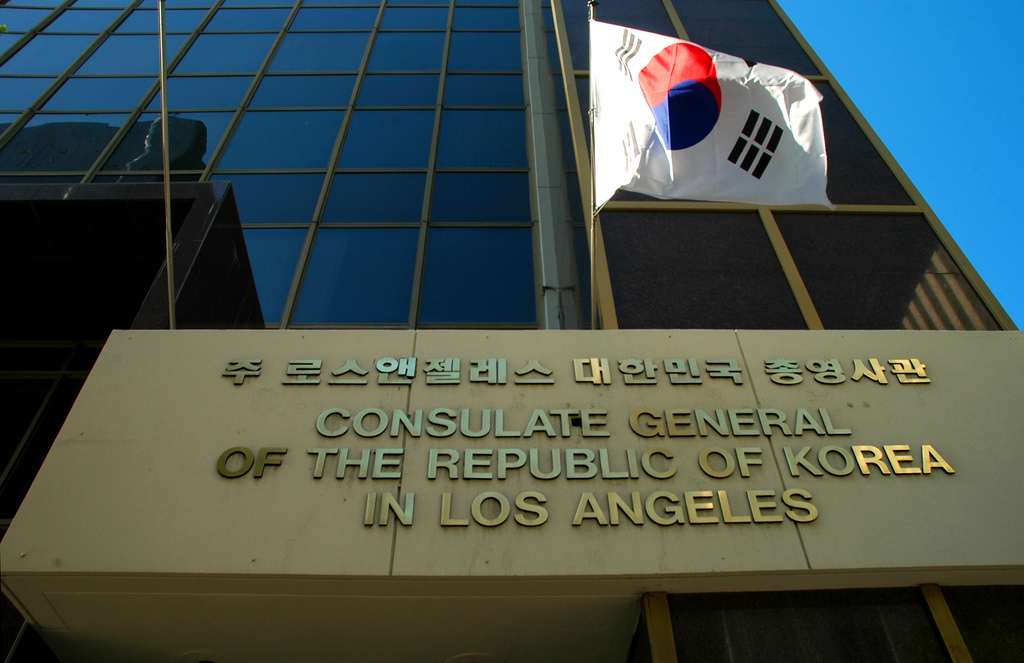
Consulat général à Los Angeles.
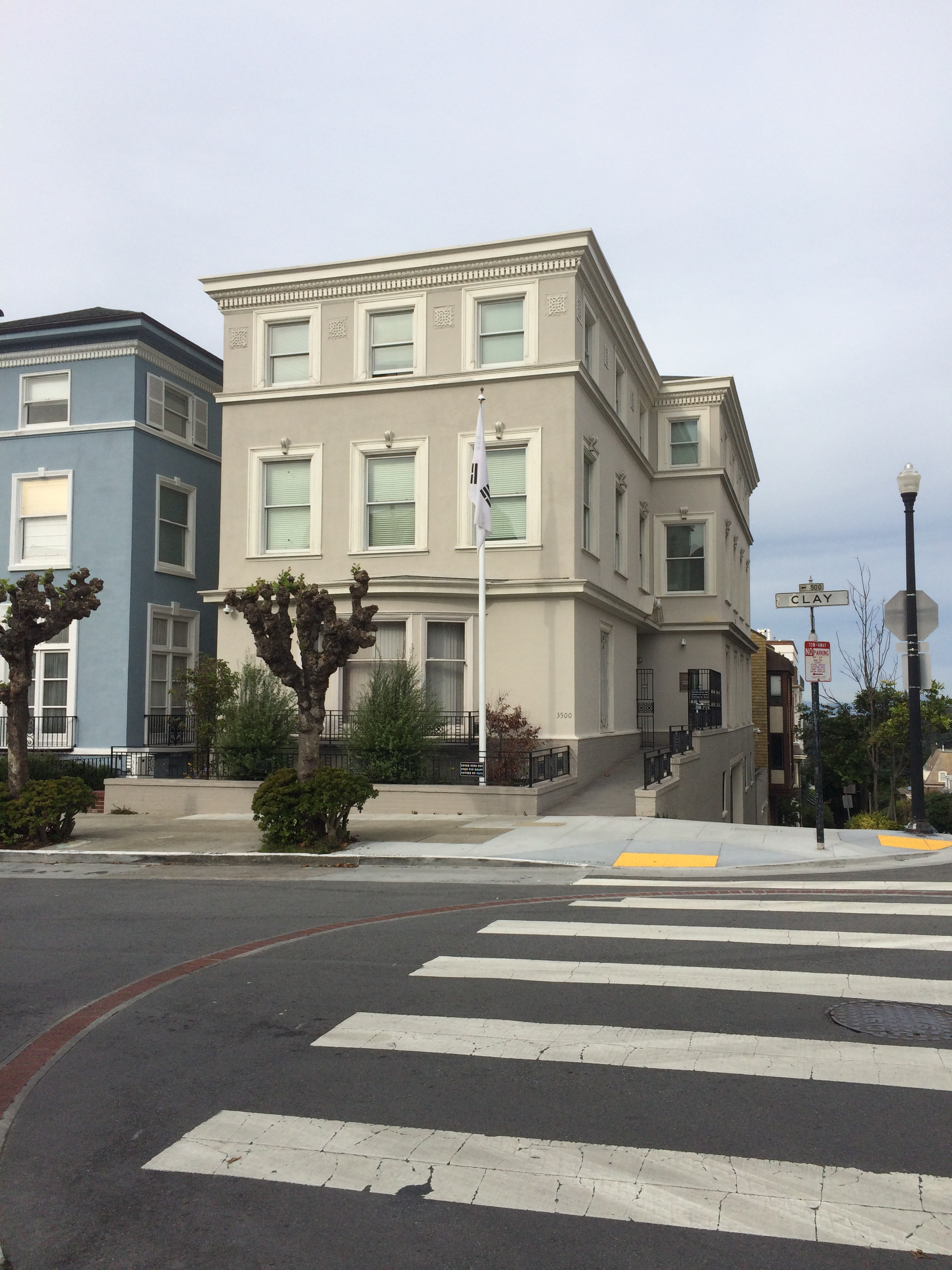
Consulat général à San Francisco.